# Zwischenfall vor dem Sitz der Republikanischen Garde in Kairo
Bei einem Zwischenfall vor dem Sitz der Republikanischen Garde vom 8. Juli 2013 in Kairo erschossen ägyptische Sicherheitskräfte mindestens über 50 Menschen, die zu den Anhängern des beim Putsch vom 3. Juli 2013 vom ägyptischen Militär gestürzten, ersten demokratisch gewählten Staatspräsidenten Ägyptens, Mohammed Mursi, zählten. 435 weitere wurden nach offiziellen Angaben verletzt. Die Sicherheitskräfte gaben den Tod zweier Polizisten und eines Soldaten an sowie 42 Verletzte. Ägyptische und internationale Menschenrechtsorganisationen bezifferten die Zahl getöteter Demonstranten auf 61 und die Zahl getöteter Sicherheitskräfte auf einen Polizei- und einen Militärangehörigen. Nach anderen als unabhängig eingeschätzten Angaben kam es zu 95 Todesopfern. Mitte September 2013 bestätigten die Behörden des militärgestützten Übergangsregierung den Tod von 61 Menschen.
Nach Darstellung des vom Militärratschef Abd al-Fattah as-Sisi geführten Militärs hatten die Mursi-Anhänger das Gebäude der Republikanischen Garde in Kairo stürmen wollen, in dem der gestürzte Staatspräsident vom putschenden Militär festgehalten worden sein soll. Nach westlichen Recherchen handelte es sich dagegen um einen koordinierten Überfall der Sicherheitskräfte auf größtenteils friedliche Zivilisten.

## Vorgeschichte

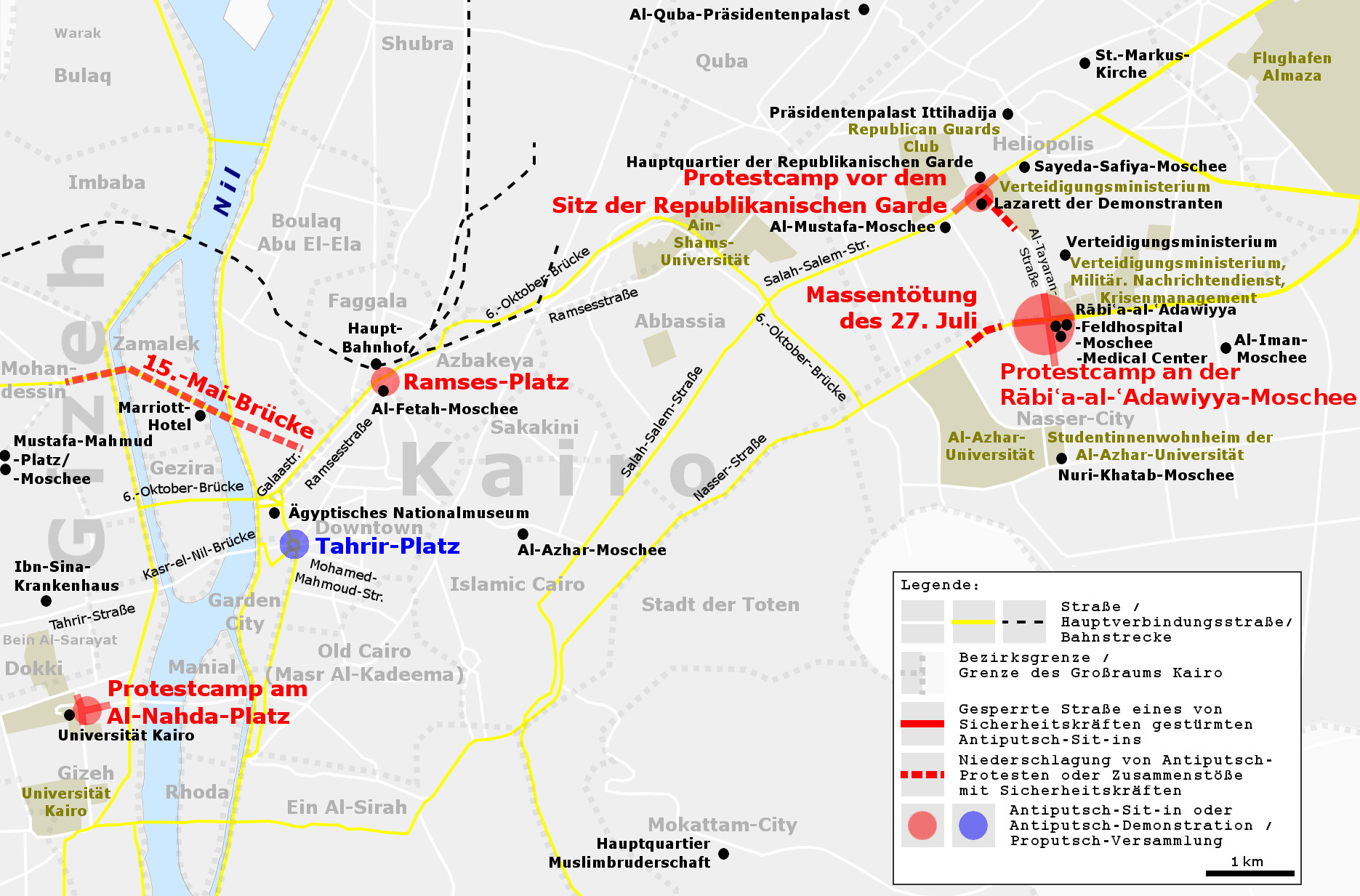
Ausgewählte Orte im Zusammenhang mit blutig niedergeschlagenen Protesten von Pro-Mursi-Demonstranten (rot) in Kairo nach dem Militärputsch vom 3. Juli 2013:
8. Juli: Protestcamp auf dem Gelände der Republikanischen Garde
27. Juli: Protestcamp vor der Rābiʿa-al-ʿAdawiyya-Moschee
14. August: Protestcamps vor der Rābiʿa-al-ʿAdawiyya-Moschee und am Al-Nahda-Platz
16. August: Ramses-Platz und 15.-Mai-Brücke
6. Oktober: u. a. Märsche von Dokki und Ramses-Platz (mit Al-Fetah-Moschee) zum Tahrir-Platz

Im Vorfeld und in der Folge des Militärputsches vom 3. Juli 2013 gingen die Sicherheitskräfte bereits vor dem 8. Juli 2013 mit Waffengewalt gegen Pro-Mursi-Demonstranten in Kairo vor. In der Zeit vom 30. Juni bis zum 5. Juli war es zu einer Reihe von vier Vorfällen beispielloser ziviler Gewalt gekommen (Auseinandersetzungen zwischen nichtamtlichen Personen und/oder zivilen Gruppen), bei denen einem 2014 erschienenen Bericht der Menschenrechtsorganisation Egyptian Initiative for Personal Rights (EIPR) zufolge mindestens 53 Menschen den Tod fanden und für deren Eskalation das Fernbleiben oder Nichteingreifen der staatlichen Sicherheitskräfte als eine der Hauptursachen angesehen wird. Noch vor Ablauf des der gewählten ägyptischen Regierung vom Militär gestellten Ultimatums am 3. Juli, das den Militärcoup einleitete, war es zudem zu „schweren Zusammenstößen zwischen Anhängern Mursis und Sicherheitskräften“ gekommen, nachdem sich tausende Unterstützer der Regierung Mursi vor der Universität Kairo versammelt hatten, um gegen das vom Militär gestellte Ultimatum zu protestieren.

### 2.–3. Juli
Allein bei einem einzigen Vorfall in der Nähe der Universität Kairo waren dabei bereits 16 Menschen in der Nacht auf den 3. Juli ums Leben gekommen.
Nach dem Ablauf des Militärultimatums am 3. Juli 2013 hatte das Militär die Kaserne, in die sich Mursi zurückgezogen hatte, mit Barrieren und Stacheldraht abgeriegelt, die Macht in Ägypten übernommen, die Verfassung außer Kraft gesetzt und den Präsidentenpalast mit Armeepanzern umzingelt.
Das Militär nahm den durch demokratische Wahlen legitimierten Staatspräsidenten Mursi am 3. Juli fest, setzte ihn ab, hielt ihn Angaben aus der Muslimbruderschaft zufolge in den Kasernen der Republikanischen Garde im Kairoer Stadtteil Heliopolis fest und zog in den Vierteln Nasr-City, Heliopolis und nahe der Universität Kairo massiv Truppen zusammen, während es Pro-Mursi-Demonstrationen in Kairo mit Dutzenden Panzern abriegelte.
Die ägyptischen Sicherheitsbehörden setzten die Islamisten nach dem Sturz Mursis massiv unter Druck. Die große Anzahl an Verhaftungen, die Intransparenz der Behörden und die Geschwindigkeit der Ereignisse trugen dazu bei, dass ägyptische Menschenrechtsorganisationen Schwierigkeiten hatten, die Verhaftungen und sonstige repressive Maßnahmen zu dokumentieren. Beobachter vermuteten, dass Vertreter des Innenministeriums versuchten, eigene Vergehen den Muslimbrüdern anzulasten. Gamal Eid, Direktor von Arabic Network for Human Rights Information (ANHRI), kritisierte, dass das Innenministerium selbst Fehler aus der Zeit unter Mubarak abstritt und stattdessen jegliches Verschulden den Muslimbrüdern zurechnete. Es kam in der Folge zum einen zu Festnahmen von Führungsmitgliedern und zum anderen zu willkürlichen Massenverhaftungen von Unterstützern der Islamisten.

### 4. Juli
Am 4. Juli wurden im Laufe des Tages mindestens 43 Mitglieder der Muslimbrüder inhaftiert, in verschiedenen Teilen Ägyptens kam es zu Zusammenstößen zwischen Anhängern und Gegnern Mursis und zu Toten.

### 5. Juli

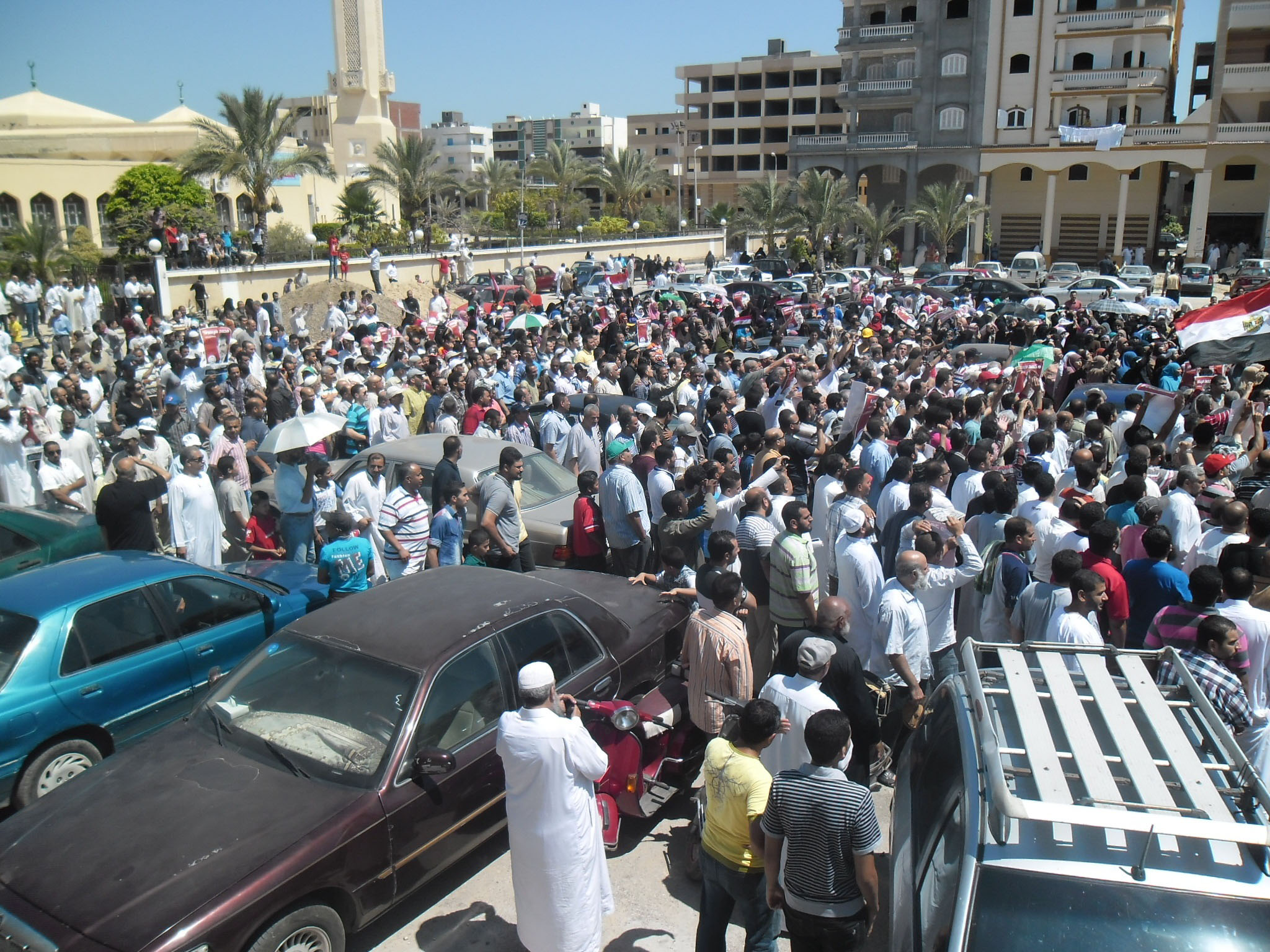
Pro-Mursi-Demonstranten in Damiette am 5. Juli 2013.

Für Freitag, den 5. Juli, hatten die Muslimbrüder und weitere islamistische Organisationen landesweit zu friedlichen Demonstrationen gegen die Entmachtung Mursis durch das Militär aufgerufen, um gegen den Militärputsch zu protestieren. Das Militär kündigte Interventionen für den Fall an, dass die Demonstrationen außer Kontrolle gerieten.
Am 5. Juli wurde der einen Tag zuvor vom Militär als Interimspräsident installierte Adli Mansur vereidigt und löste in seinem ersten Dekret das bisherige Parlament, den Schura-Rat, auf, in dem Muslimbrüder und Salafisten eine gewählte Zweidrittelmehrheit besaßen,
Hunderttausende der gestürzten Regierung loyal gegenüberstehende Demonstranten folgten am 5. Juli dem Aufruf in Kairo und anderen Provinzen und forderten Mursis Wiedereinsetzung als Staatspräsident. Die Kundgebungen verliefen zunächst friedlich ohne Zwischenfälle. Der größte Aufmarsch fand vor der Rābiʿa-al-ʿAdawiyya-Moschee in Nasr-City statt. Auf dem Gelände rund um die Rābiʿa-al-ʿAdawiyya-Moschee im Stadtteil Nasr-City campierten weiterhin Tausende Pro-Mursi-Demonstranten. Vor dem Hauptquartier der Republikanischen Garden in Kairo feuerten dann jedoch am frühen Nachmittag Elitesoldaten auf die Anhänger des gestürzten Präsidenten, wobei nach offiziellen Angaben vier Mursi-Anhänger Angaben getötet und Hunderte verletzt wurden, als ein Demonstrant versuchte, ein Porträt des gestürzten Präsidenten Mursi dort aufzuhängen. Amnesty International kam in ihrem Bericht vom 10. Juli zu dem Ergebnis, dass der Tod von mindestens vier Menschen bei Protesten vor dem Sitz der Republikanischen Garde am 5. Juli auf überzogene und unnötige letale Gewalt der Sicherheitskräfte zurückzuführen war. Im Dezember 2013 gaben 13 ägyptische und internationale Menschenrechtsorganisationen – darunter Amnesty International und Human Rights Watch – an, dass das Militär am 5. Juli 2013 vor dem Hauptquartier der Republikanischen Garde in Kairo fünf Demonstranten erschossen hatte, ohne dass Ermittlungen gegen Militärangehörige vorlägen. Das Militär dementierte, scharfe Munition gegen Demonstranten eingesetzt zu haben und behauptete, die Armee habe lediglich Platzpatronen und Tränengas sowie Warnschüsse in die Luft angewendet. Der BBC-Reporter Jeremy Bowen, der selbst verwundet wurde, gab dagegen an, das Militär habe in Kairo gegenüber den bis dahin diszipliniert auftretenden Muslimbrüdern das Feuer eröffnet, als die Menge vorwärts drängte. Auch internationale Journalisten gerieten in Gefahr. Medienberichten zufolge wurde der BBC-Reporter Jeremy Bowen selbst durch von ägyptischen Sicherheitskräften abgefeuerten Schrotbeschuss am Kopf getroffen, als er am 5. Juli über Pro-Mursi-Demonstrationen berichtete.
Zu weiteren Todesopfern kam es bei Zusammenstößen zwischen Unterstützern und Gegnern des gestürzten Präsidenten, wobei die Sicherheitskräfte nicht eingriffen um die Gewalt zu beenden. Insgesamt wurden mindestens 43 Menschen am 5. Juli oder in der Nacht auf 6. Juli in Ägypten getötet und über 1000 weitere verletzt, in den meisten Fällen bei Zusammenstößen zwischen Unterstützern und Gegnern des gestürzten Präsidenten Mursi. Die Anzahl der Toten seit dem 30. Juni stieg damit fast auf 90.
Seit dem 5. Juli versammelten sich in der Folge vor dem Hauptquartier der Republikanischen Garde Protestteilnehmer und kampierten in Zelten, um für die Freilassung Mursis zu demonstrieren, da Gerüchte besagten, dass der vom Militär gestürzte Präsident dort weiterhin festgehalten werde. Über Mursis Verbleib, der über die folgenden vier Monate hinweg geheim gehalten wurde, und dessen Freilassung später vergeblich von den EU-Außenminister gefordert wurde, wurde erst Mitte November durch einen Brief Mursis bekannt, dass Mursi nach eigenen Angaben gegen seinen Willen „vom 2. Juli bis 5. Juli in einem Haus der republikanischen Garde“ gewesen war, also der Elite-Militäreinheit, die seit dem Sturz Mubaraks im Februar 2011 dem Verteidigungsministerium und damit im Juli 2013 Armeechef Sisi unterstellt war und den Präsidentenpalast sowie weitere Regierungsgebäude bewachte.

### 6. Juli
Bereits vier Tage nach dem Putsch erlitt die angekündigte Bildung einer neuen Übergangsregierung einen schweren Rückschlag. In der Nacht vom 5. auf den 6. Juli musste Interimspräsident Adli Mansur die Nominierung des als liberal geltenden Mohammed el-Baradei für den Posten des Intermins-Ministerpräsidenten zurückziehen und seine Vereidigung absagen, da die den Militärputsch unterstützende salafistische Nur-Partei (Partei des Lichts) gedroht hatte, die Anti-Mursi-Allianz für den Fall zu verlassen, dass el-Baradei in das Amt berufen werde. El-Baradei verteidigte in einem Interview des Spiegel wie bereits zuvor in seinem Interview mit der BBC das Vorgehen der Streitkräfte gegen Mursi, das er zwar als „außerhalb des legalen Rahmens“, aber auch als unumgänglich bezeichnete und für das er nicht von einem Putsch oder Staatsstreich sprechen wollte. Die Anhänger der verfeindeten Lager der Tamarod-Bewegung und der Muslimbruderschaft riefen daraufhin zu neuen Massenprotesten auf.

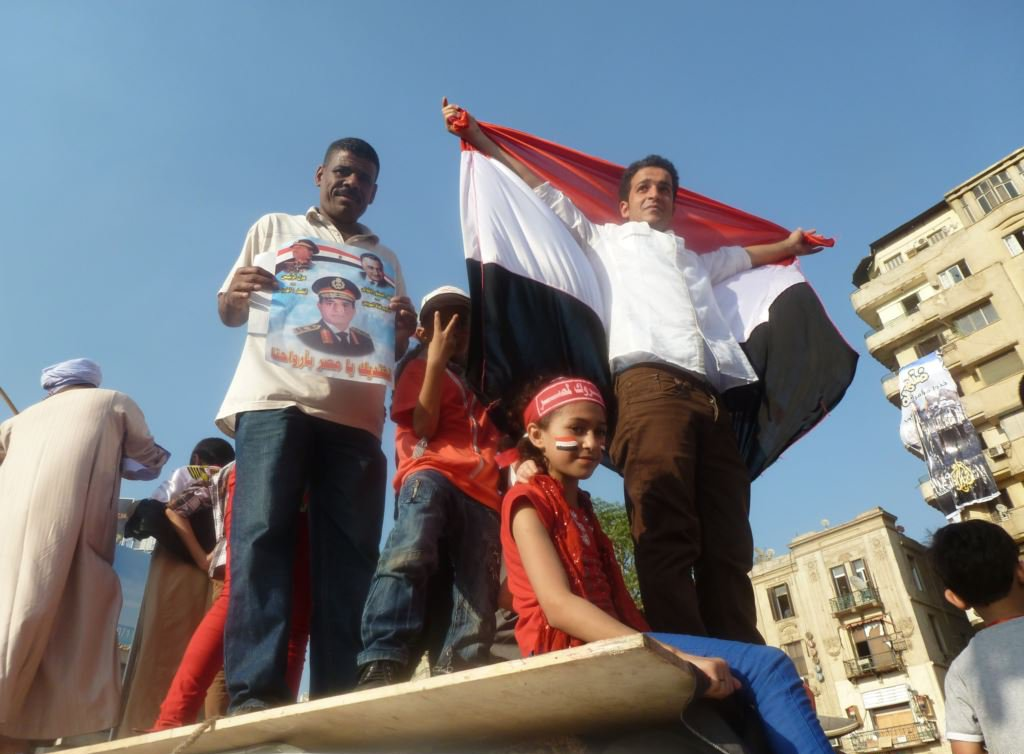
Auf dem Tahrir-Platz feiern am 7. Juli Putschbefürworter den Putsch mit Porträts von Militärchef Sisi.

### 7. Juli
Einen Tag vor der Massentötung auf dem Gelände der Republikanischen Garde vom 8. Juli fand eine Anti-Mursi-Demonstration Tausender Menschen auf dem Tahrir-Platz statt, auf der der Sturz Mursis durch das Militär nicht als Putsch, sondern als eine „Zweite Revolution“ dargestellt wurde. Am gleichen Tag forderten Pro-Mursi-Demonstranten in Kairo die Wiedereinsetzung Mursis als Staatspräsident.
Unmittelbar vor und um den 8. Juli wurde ein der Washington Post zufolge bereits im Oktober 2012 aufgenommenes YouTube-Video international mit rund einer Million Klicks bekannt, in dem ein 12-jähriger Junge in einem Interview gegenüber der Tageszeitung El Wady in Kairo vor der Ablösung des Militärregimes durch eine „faschistische Theokratie“ warnt. Die Warnung wurde in den Medien teilweise als vorausschauende Warnung vor der Gefahr einer Islamisierung durch die gewählte Regierung verstanden, löste im Internet aber auch Spekulationen aus, gestellt zu sein.

## Opferzahlen

### Angaben des Militärregimes
Die ägyptische Tageszeitung Masrawy meldete am 10. Juli, in der Umgebung der Republikanischen Garde seien nach offiziellen Angaben insgesamt 57 Leichen, davon 53 identifizierte und vier unidentifizierte, gefunden worden. Das ägyptische Gesundheitsministerium des Militärregimes bestätigte am 8. Juli den Tod von 51 Menschen und die Verletzung von weiteren 435.
Mitte September 2013 erklärte der Sprecher der gerichtsmedizinischen Behörden der militärgestützten Übergangsregierung, bei den Auseinandersetzungen bei der Republikanischen Garde seien am 8. Juli 61 Menschen ums Leben gekommen.
Auf Seiten der Sicherheitskräfte kamen nach Angaben von Armee- und Polizeisprechern zwei Polizisten und ein Soldat ums Leben, 42 Mitglieder der Sicherheitskräfte wurden verletzt.

### Angaben von Seiten der Putschgegner
Eine von der Gruppe Egyptians against Coup verbreitete Internetbroschüre gibt für die dort als Al-Haras-Al-Gomhori-Massaker bezeichnete Massentötung vom 8. Juli eine Zahl von „111 Märtyrern“, also Todesopfern, an und spricht von 1000 Verletzten.
Auch Notärzte der Muslimbruderschaft gaben kurz nach dem Ereignis eine Anzahl von 1000 Verletzten an.

### Als unabhängig eingestufte Angaben

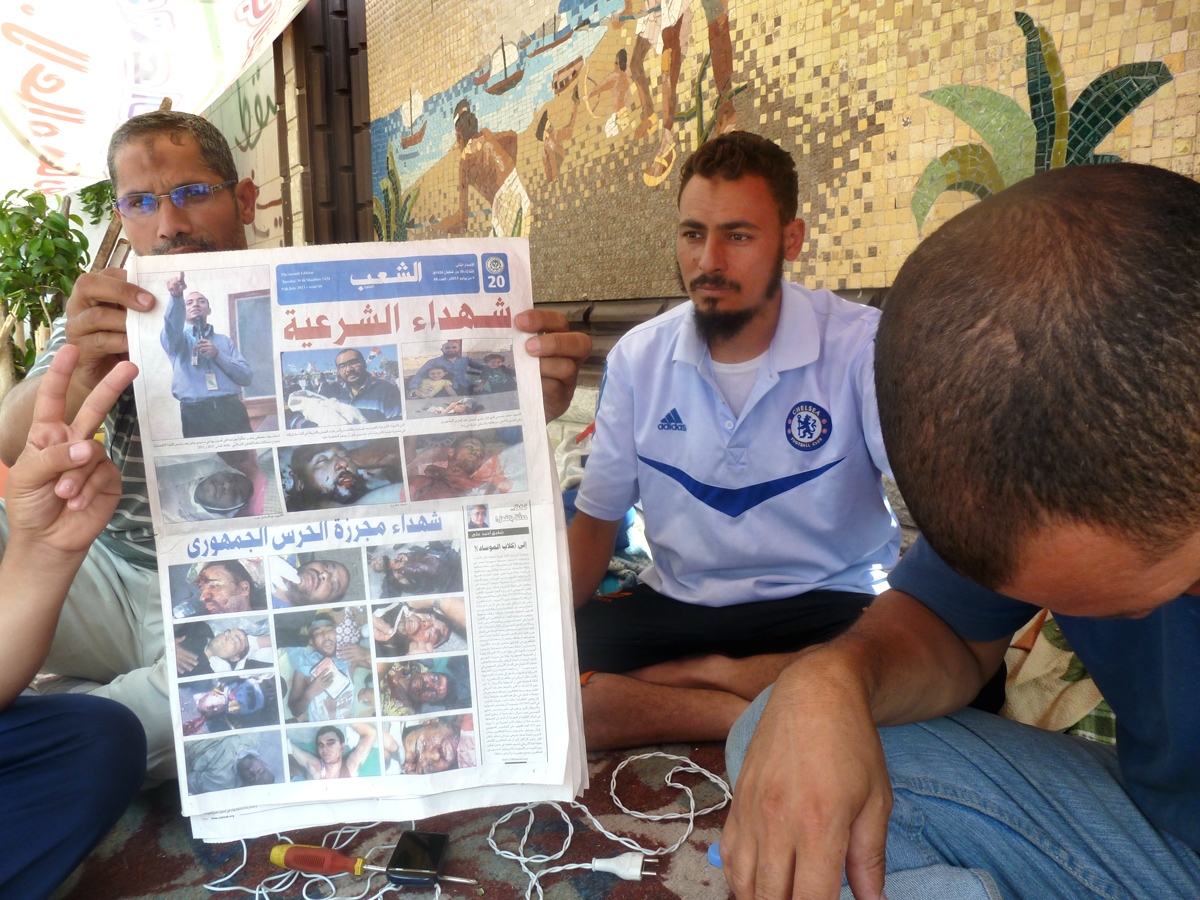
Ärzte der Muslimbruderschaft zeigen Bilder am 8. Juli getöteter Antiputsch-Demonstranten in einer Tageszeitung (12. Juli 2013).

- Das statistische Datenbankwerk Wiki Thawra, das von einer Gruppe unabhängiger Jugendlicher gegründet wurde, dessen Dokumentation sich der sogenannten ägyptischen Revolution widmet und dessen Daten hauptsächlich auf Berichten unabhängiger zivilgesellschaftlichen Organisationen einschließlich des Egyptian Centre for Economic and Social Rights (ECESR), des Hisham Mubarak Law Center (HMLC) und der Front to Defend Egypt’s Protesters (FDEP) beruhen,[55] gab für die Zusammenstöße an der Republikanischen Garde vom 8. Juli 2013 eine Zahl von 95 Todesopfern an.[7]

- Nach einer von 13 ägyptischen und internationalen Menschenrechtsorganisationen – darunter Amnesty International, Human Rights Watch und das Cairo Institute for Human Rights Studies, unterzeichneten Erklärung vom 10. Dezember 2013 wurden vor dem Hauptquartier der Republikanischen Garde in Kairo am 8. Juli 2013, unter Einsatz des Militärs, 61 Demonstranten, ein Militärangehöriger und ein Polizeibeamter getötet, ohne dass eine Untersuchung für Fehlverhalten des Militärs vorgelegt wurde.[5][6]

### Verschiedene Medienangaben
Laut einer Reuters-Meldung vom 28. Juli erschossen ägyptische Sicherheitskräfte bei dem Ereignis am 8. Juli 53 Mursi-Anhänger. Der Spiegel gab am 19. Juli 54 getötete Demonstranten und einen getöteten Soldaten an.

## Ablauf
Während der Zusammenstöße vor dem Gebäude der Republikanischen Garde am 8. Juli wurden mindestens 650 Menschen verhaftet. Die in Kairo ansässige Menschenrechtsorganisation Nadeem Center veröffentlichte 647 Namen von verhafteten Menschen. Die Behörden bestätigten die Richtigkeit der Zahl auf Anfrage, obwohl die ursprünglich offiziell bekanntgegebenen Zahlen erheblich niedriger waren. Bei den Festgenommenen handelte es sich nach Einschätzung von Beobachtern nicht um Mitglieder der Führung der Muslimbruderschaft, sondern um Personen, die nach dem Zufallsprinzip an vielen Orten in der Nähe des Gebäudes verhaftet wurden. Es wird davon ausgegangen, dass viele von ihnen unschuldig waren und lediglich friedlich demonstriert hatten.
Nachdem bei den Demonstranten Waffen gefunden wurden, ordnete die Justiz die Schließung der Zentrale der als politischer Arm der Muslimbrüder geltenden Freiheits- und Gerechtigkeitspartei (FJP) an. Das Hauptquartier der Muslimbrüder wurde geschlossen, nachdem die Polizei angegeben hatte, dass darin weitere Waffen gefunden worden seien. Die Armee errichtete im Laufe des 8. Juli Sperren an allen großen Einfallsstraßen nach Kairo und Gizeh. Das Militär sperrte den Bereich um die örtliche Moschee großräumig ab, zwei Nilbrücken wurden mit gepanzerten Fahrzeugen blockiert.
Am frühen Morgen des 10. Juli wurde nach Medienberichten am Ende der zum Sitz der Republikanischen Garde führenden Tayaran-Straße die abgeladene Leiche eines 37-jährigen Ingenieurs aus Hurghada, Farid Shawky, gefunden, die Belege für Folter wie Spuren von Elektroschock-Behandlung an seinen Brustwarzen, Handgelenken und Fußknöcheln sowie schwere Quetschungen an den Schultern aufgewiesen haben soll.

### Angaben von Seiten der Putschgegner
Nach Aussagen der Muslimbrüder beziehungsweise von Augenzeugen soll das Militär am Morgen des 8. Juli gegen vier Uhr morgens kurz vor Ende des Morgengebetes das Feuer auf die Menge eröffnet haben, die seit Tagen das Sit-in um das Hauptquartier der Republikanischen Garden organisierte, wo der vom Militär gestürzte Präsident Mohammed Mursi vermutet wurde. Die Sicherheitskräfte sollen demnach mit gezielten Kopfschüssen zwischen 33 und 35 der betenden Demonstranten erschossen haben. Ein Arzt sagte gegenüber Al Jazeera, dass die „Mehrheit der Verwundeten Schusswunden im Kopf“ habe. Der Leiter des Krankenhauses in Nasr City, Mohammed Zanaty, gab gegenüber Al Jazeera am 8. Juli an, dass auch fünf Kinder ums Leben gekommen seien. Die Angabe der Muslimbruderschaft, dass sich unter den Opfern „auch fünf Babys und zahlreiche Frauen“ (Martin Gehlen, Tagesspiegel) befanden, wurde von staatlichen Gesundheitsstellen bestritten. Die britische Tageszeitung The Guardian bezeugte selbst den Tod von zwei erschossenen Frauen, gab jedoch am 18. Juli an, dass Kinder zwar angeschossen und verletzt, aber nicht ums Leben gekommen seien.
Videomaterial der Schießereien wurde auf YouTube eingestellt. Mehrere der Videofragmente schienen Bewaffnete in militärartigen Uniformen zu zeigen, die von den Dächern umgebender Gebäude auf Demonstranten schossen.
Videomaterial des 26-jährigen Journalisten Ahmed Samir Assem (auch bekannt unter dem Namen Ahmed Assem El-Senousy), der für das Nachrichtenblatt Al-Horia Wa Al-Adala („Freiheit und Gerechtigkeit“) der der Muslimbruderschaft nahestehenden FJP arbeitete, soll nach Angaben dieser Zeitung vom 8. Juli zeigen, wie dieser angeblich selbst von Snipern des Militärs erschossen wurde, nachdem er aufgenommen habe, wie Sicherheitskräfte auf Pro-Mursi-Demonstranten schossen. Die Darstellung konnte nicht unabhängig überprüft werden. Laut Ahmed Abu Seid, Redakteur bei „Freiheit und Gerechtigkeit“, solle Assem durch einen Scharfschützen mit einer Kugel in die Stirn getroffen worden sein, als er die Zusammenstöße von einem Gebäude aus filmte. Das 30 Sekunden lange, in der britischen Tageszeitung The Telegraph veröffentlichte Video sei nur ein kleiner Teil von Assems 20 Minuten langen Aufnahmen, die auch belegten, dass es sich bei den Toten entgegen der Erklärungen des ägyptischen Militärs um unbewaffnete Demonstranten handelt. Das Video zeige zahlreiche Opfer („tens of victims“), so Abu Seid. Der 29-jährige Bruder des Getöteten, der Polizeibeamte Eslam Assem, sagte gegenüber der Presse, die Familie plane rechtliche Schritte gegen den Soldaten einzuleiten, dessen Bild die Kamera von Ahmed Assem unmittelbar vor dem tödlichen Schuss auf diesen aufgenommen haben soll. Der Vater des Getöteten, der Arzt Samer Assem, erklärte gegenüber der Presse die Muslimbruderschaft für den Tod seines Sohnes verantwortlich, da diese seinen Sohn, der seit der sogenannten Revolution von 2011 gegen den Widerstand seiner Oberklasse-Familie für die Zeitung der Muslimbruderschaft arbeitete, einer „Gehirnwäsche“ unterzogen habe. Westliche Medien konnten die Authentizität des Videos nicht überprüfen, doch galt sowohl der Tod des Fotografen Assem bei den Unruhen vor den Kasernen der Republikanischen Garden als belegt als auch, dass mehrere Soldaten von Dächern aus auf die Menschenmenge feuerten. Die Muslimbrüder weigerten sich zunächst, das Videorohmaterial, das Assam und andere am Tatort aufgenommen hatten, als Beweisstück auszuhändigen. Kollegen des getöteten Fotografen Assem gaben am Nachmittag des 8. Juli eine Pressekonferenz, wo sie Videos und Fotos präsentierten, die angeblich von Assem aufgenommen worden waren. Das Committee to Protect Journalists (CPJ) verurteilte in einer Stellungnahme den Vorfall als Tötung Assems durch einen Scharfschützen und beklagte weitere Repressalien gegen die Presse seit dem Militärputsch. Das im Telegraph veröffentlichte Video, das Assem kurz vor seiner Erschießung aufgenommen haben soll, wurde nach westlichen Medienangaben zu einem „ikonischen Symbol“ (Dashiell Bennett/The Wire) der fortdauernden Proteste. Am 17. Juli erklärte die Generaldirektorin der UNESCO, Irina Bokowa, wörtlich: „Ich verurteile die Tötung von Ahmed Assem el-Senousy“. Abeer al-Saady, der stellvertretende Vorsitzende der des Ägyptischen Journalisten-Verbandes (Egyptian Journalists Syndicate), gab an, dass seine Organisation el-Senousy eine Ehrenmitgliedschaft verleihen und dessen Familie mit einer Pension unterstützen werde.

### Angaben von Seiten der Putschbefürworter
Das Militär hingegen bezeichnete den Vorfall als einen Angriff „terroristischer Kräfte“. Während zahlreiche Zeugen, darunter auch Gegner Mursis, die Darstellung des Militärs anfochten, erklärte das Militär, Unterstützer Mursis hätten das Militär als erste mit Steinen, Gewehrfeuer und Tränengasgranaten der Armee angegriffen. Islamisten hätten, so die Darstellung der ägyptischen Armee in einer Pressekonferenz, versucht, die Militäreinrichtung zu stürmen, in der sich nach im Vorfeld bekannt gewordenen Gerüchten der vom Militär gestürzte Präsident Mohammed Mursi aufhalten sollte. Eine Gruppe von Terroristen habe versucht, die Kaserne anzugreifen, andere sollen von einem Hochhaus aus Soldaten mit Steinen und Brandsätzen beworfen haben. Die Behörden gaben an, 15 Männer auf Motorrädern hätten den Angriff auf den Offiziersclub begonnen und Schüsse abgegeben. Angreifer hätten versucht, in das Gelände einzudringen, so dass den Soldaten keine andere Wahl geblieben sei, als das Grundstück zu verteidigen. Das US-amerikanische Magazin New Yorker zitierte einen Anwohner, der bezeugte, dass eine Gruppe Motorradfahrer im Dunkeln auf die Gruppe von Soldaten und Muslim-Brüder zugefahren sei und anscheinend Schüsse in Richtung der beiden Gruppen abgab. Auf einer Pressekonferenz erklärte der Militärsprecher Ahmed Ali, die Sicherheitskräfte hätten mit Gummigeschossen und Tränengasgranaten reagiert, nachdem sie unter Angriff schweren Gewehrfeuers gekommen seien.
Laut Armeeangaben seien 200 „Angreifer“ festgenommen worden, bei denen Schusswaffen, Munition und Brandsätze aufgefunden worden seien.
Das Staatsfernsehen zeigte Bilder, welche die Version der Armee von bewaffneten Terroristen im Kern des Geschehens unterstützen sollten. Die Fernsehbilder zeigen als Unterstützer Mursis ausgewiesenen Mann, der mit einer selbstgemachten Waffe auf vorrückende Soldaten feuerte. Eine nach drei Stunden aufgenommene Videosequenz der Armee von einem rot markierten, schießenden Protestierer wurde als Unschuldsbeweis der Armee dargestellt.
Die Polizei hob hervor, seit dem nach Lesart der Polizei am 28. Juni begonnenen „Aufstand“ gegen Präsident Mursi seien 12 Polizeibeamte getötet und 107 verletzt worden. Das Militär stellte sich auf den Standpunkt, jedem Militär der Welt sei es gestattet, seine Einrichtung zu schützen. Es habe die Gegenseite mehrfach gewarnt und sei am Morgen des 8. Juli provoziert worden.

### Ägyptische und andere arabische Medien
Unmittelbar nach dem Vorfall vom 8. Juli begann ein erbitterter Kampf um die Deutungshoheit über die Ereignisse. Mitglieder beider Lager der in Befürworter und Gegner der vom Militär gestürzten Präsidenten Mursi geteilten ägyptischen Öffentlichkeit teilten Videomaterial der Auseinandersetzungen im Internet, wobei es zu zwei konträren Narrativen darüber kam, wer für die Tötungen verantwortlich zu machen sei.
Die nach dem Militärputsch vom 3. Juli strikt linientreu berichtenden „ägyptischen Medien“, insbesondere die Staatsmedien, verbreiteten unhinterfragt die Variante des Militärs über die Ereignisse des 8. Juli. Die den Muslimbrüdern nahestehenden TV-Sender waren seit dem Putsch verboten und die Version der Mursi-Unterstützer, wonach die Armee ohne provoziert worden zu sein während des Frühgebets das Feuer auf friedliche Demonstranten eröffnet habe, fand kaum Beachtung. Ägyptische Zeitungen und Fernsehsendungen vermittelten den Eindruck, die gesamte ägyptische Öffentlichkeit unterstütze die militärischen Aktionen. Über den Vorfall vor dem Hauptquartier der Republikanischen Garde und die Tötung zahlreicher Anhänger der Muslimbrüder wurde kaum, ungenau und unkritisch berichtet. Während ein staatlicher Fernsehsender zum betreffenden Zeitpunkt ein religiöses Programm ausstrahlte, sendete der andere ein Interview mit einem Offizier, der versicherte, dass alles in Ordnung sei. Auch die Berichte der privaten Medien über das Militär waren positiv und vermieden eine kritische Behandlung des Themas.
Die Muslimbrüder, die bei den ersten demokratischen Parlamentswahlen knapp die Hälfte aller Stimmen bekommen und die den erst eine Woche zuvor durch den Militärputsch gestürzten Staatspräsidenten gestellt hatten, wurden fast unvermittelt als „Terroristen“ apostrophiert und ihre Organisation als „Terrortruppe“ hingestellt.
Das ägyptische Staatsfernsehen zeigte nur die offiziellen Videosequenzen, die der Armee-Sprecher, Oberst Ahmed Ali, auf der Pressekonferenz auf CDs ausgeteilt hatte. Die von Anwohnern des Kasernenvorplatzes auf Facebook gestellten Gewaltszenen, die kurz nach Sonnenaufgang stattfindende Ereignisse dargestellt haben sollen, wurden der ägyptischen Öffentlichkeit nicht in den Medien präsentiert. Die als liberal eingestufte ägyptische Zeitung „Al-Masry Al-Youm“ schrieb: „Das Blutbad ist die Verantwortung der Muslimbrüder“. Die in Saudi-Arabien bekannte Zeitung „Al-Watan“ behauptete, es bestehe eine „Verschwörung des bewaffneten Flügels der Muslimbruderschaft gegen das Militär“.
Am Nachmittag des 8. Juli wurde vor dem Gebäude der Präsidentengarde eine gemeinsame Pressekonferenz von Militär und Polizei zu dem Blutbad anberaumt, die live im Fernsehen übertragen wurde. Gleich zu Beginn der Veranstaltung beschimpften ägyptische Journalisten wie beispielsweise der Chefredakteur der staatlichen Nachrichtenagentur Mena das TV-Team des einst als Stimme des „Arabischen Frühlings“ geltenden Senders Al Jazeera wegen der ihnen unterstellten Nähe zu den Muslimbrüdern als „Verräter“ und jubelten, als das Journalistenteam von Al Jazeera um Kairos Al-Jazeera-Chef Abdel Fatteh Fayed von Uniformierten unter leichtem Druck abgeführt wurde. Auf die anschließend präsentierte Version der Armee reagierten die verbliebenen Journalisten mit offenem Beifall. Der Militärsprecher erklärte nach dem Abzug des Alhjazeera-Teams, Ägypten sei ein „Land der Freiheit und der Demokratie“. Die verbliebenen Journalisten richteten nach dem offiziellen Teil der Konferenz keine Fragen an ihn. Mohamed Amjahid beschrieb in der Zeit das Verhalten dieser Journalisten auf der Pressekonferenz als „feige“ und die Pressekonferenz als einseitig. Der Polizeisprecher sagte dort, er sei stolz und der Ruf der Sicherheitskräfte sei rehabilitiert. Im Jahr 2011 seien Polizisten zu Unrecht wegen Menschenrechtsverletzungen verurteilt worden. Nun wisse das Volk, dass Polizei und Geheimdienste ausschließlich für das Gemeinwohl arbeiteten.
Die der vom Militär gestürzten Regierung Mursis nahestehenden Medien versuchten aufgrund der Repressalien durch die Militärmachthaber und wegen der einseitigen Berichterstattung in den ägyptischen Medien nun, ihre Inhalte über Twitter und andere soziale Netzwerke zu verbreiten. Neben der deutlich parteiischen Haltung der privaten und staatlichen ägyptischen Medien bestand ein wesentliches Problem bei der Informationsbeschaffung jedoch in der hohen Analphabetismusquote und die geringe Versorgung mit Fernsehern und Internetzugang in der ägyptischen Bevölkerung. Schätzungen des Berliner Politologen Berliner Hamadi El-Aouni zufolge informierten sich rund 40 Prozent der Ägypter ausschließlich über die staatlichen Medien oder die Darstellungen von Seiten der Muslimbrüder.

### Westliche Berichte und Recherchen
Während sich die ägyptische Presse hinter das Militär stellte, wurde es zunehmend schwieriger für ausländische Medienvertretern, überhaupt über die Ereignisse im Land zu berichten. So wurden Dirk Emmerich, Journalist für den deutschen Nachrichtensender n-tv, und die Mitglieder seines Teams festgenommen und sieben Stunden festgehalten, als sie von den Attacken auf Muslimbrüder vor dem Hauptquartier der Republikanischen Garde berichten wollten. Auch Anti-Mursi-Demonstranten mobilisierten gegen die ausländischen Medien. Zahlreiche ausländische Journalisten wollten wegen der Anfeindungen und aus Sicherheitsgründen nicht weiter in Ägypten arbeiten.
Die taz berichtete am 8. Juli, nach Angaben von Augenzeugen, unter denen auch Unterstützer der Muslimbruderschaft gewesen seien, habe die Armee lediglich Tränengas eingesetzt und Warnschüsse abgegeben. Verantwortlich für die Gewalt seien „Schläger“ in Zivil. Später entkräftete Patrick Kingsley vom Guardian durch eigene Recherchen die Aussagen zweier Anwohnerinnen, der Journalistin Mirna el-Helbawi und der in US-amerikanischen Medien zitierten Noha Asaad. Diese waren nach dem Blutbad als Zeuginnen für die Armee in Talkshows aufgetreten und hatten die Behauptung gestützt, die ersten Schüsse seien von Seiten der Mursi-Anhänger abgegeben worden.
Nach einem Bericht der New York Times vom 8. Juli sollten Aussagen von Augenzeugen und Videomaterial darauf hindeuten, dass einer der beiden getöteten Polizisten, Mohamed el-Mesairy, von Soldaten erschossen wurde.
Eine der Version des Militärs entgegenstehende Beschreibung der Eindrücke nach dem Blutbad gab Martin Gehlen im Tagesspiegel vom 8. Juli:

„Der Asphalt am Ort des Geschehens war am Morgen übersät mit Blutlachen. Geparkte Autos und Straßenlampen waren durchsiebt von Gewehrkugeln. Der Kugelhagel kam offenbar von einem Gebäude, auf dessen Dach mit Sandsäcken geschützte Maschinengewehrnester zu sehen sind. Videos der Ausschreitungen zeigten Soldaten, die über die Kasernenmauer hinweg gezielt auf die Menge schossen. Aktivisten der Muslimbrüder stellten leere Patronenkästen mit der Aufschrift ‚Ägyptische Armee‘ sicher. Zahlreiche Blutlachen und Einschüsse waren hunderte Meter von dem Wachgebäude der Kaserne entfernt und legen den Schluss nahe, dass die Soldaten auch auf die fliehende Menge feuerten. Überlebende Augenzeugen zeichneten alle ein ähnliches Bild der Abläufe. Die Angriffe seien ohne jede Vorwarnung erfolgt zuerst mit Tränengas, dann mit scharfer Munition. In der Menge sei totale Panik ausgebrochen, auch weil es zum Zeitpunkt des Massakers noch dunkel war.“

#### Amnesty-International-Bericht (10. Juli)
Die Menschenrechtsorganisation Amnesty International stützte die Vorwürfe der Muslimbrüder gegenüber den Sicherheitskräften und kam aufgrund von „Berichten aus erster Hand“ am 10. Juli zu Ergebnissen, die der Version des Militärs völlig widersprachen, das behauptet hatte, dass Protestteilnehmer während der Zusammenstöße am 8. Juli als erste angegriffen hätten und dass keine Frauen und Kinder verletzt worden wären. Die Vizedirektorin Amnesty Internationals für Nordafrika und den Nahen Osten, Hassiba Hadj Sahraoui, erklärte, die dokumentierten Zeugenaussagen würden ein „völlig anderes Bild“ zeichnen. Besuche Amnesty Internationals von Leichenschauhäusern, Kairoer Krankenhäusern (al-Ta’min-al-Sihi-Krankenhaus, Rābiʿa-al-ʿAdawiyya-Feldlazarett, Heliopolis-Krankenhaus, Manshiyat-Bikri-Krankenhaus und Demerdash-Krankenhaus) und Schauplätzen der Gewalt führten Amnesty International zu der Einschätzung, dass die Sicherheitskräfte „exzessive“ Gewalt, einschließlich beabsichtigt lethaler, angewendet hätten. Selbst wenn einige der Demonstranten Gewalt eingesetzt haben sollten, sei die Reaktion der Soldaten – so Sahraoui – absolut unverhältnismäßig gewesen. Viele der Getöteten und Verletzten seien mit Schrotkugeln und scharfer Munition in den Kopf und in die Oberkörper geschossen worden. Die meisten am 8. Juli verletzten Patienten benötigten medizinische Behandlung von durch scharfe Munition und Schrotkugeln verursachten Wunden. Mehrere Menschen seien von hinten beschossen worden, während die Sicherheitskräfte anderen gezielt in die Augen gefeuert hätten. Teilweise hätten Soldaten auch gezielt getötet – wie im Fall des Fotografen Ahmed Assem. Die Einlieferung zweier Leichen von einer Polizeistation wertete Amnesty International als Indiz dafür, dass die Sicherheitsorgane darüber hinaus mehrere Menschen zu Tode folterten. Die meisten Zeugenaussagen wiesen laut Amnesty International auf die Gegenwart von bewaffneten Kräften einschließlich der Republikanischen Garde und des Innenministeriums am Schauplatz und zum Zeitpunkt der Tötungen hin. Amnesty International wies am 8. Juli darauf hin, dass effektive Ermittlungen erforderlich seien, um zu verhindern, dass Staatsangestellte weitere Menschenrechtsverletzungen begingen. Bei dem Kommandeur der Republikanischen Garde der Armee, dem Generalleutnant Mohammed Saki, handele es sich um die gleiche Person, die auch den tödlichen Einsatz der Armee gegen Demonstranten vor dem Kabinettsgebäude im Dezember 2011 zu verantworten habe. Den Beginn der Gewalt setzte Amnesty International zum Ende des Morgengebets gegen 3.30 Uhr am 8. Juli an. Nach Augenzeugenberichten hätten die Sicherheitskräfte zu diesem Zeitpunkt damit begonnen, mit Tränengasgranaten auf die Menge der Protestierenden zu schießen und auch erste Schüsse seien gefallen. Die Demonstranten machte Amnesty International für die Eskalation mitverantwortlich. Sie hätten mit Gewalt auf den Versuch der Armee reagiert, den Protest aufzulösen, und unter anderem Barrikaden errichtet und Steine auf Soldaten geworfen.

#### Human-Rights-Watch-Bericht (14. Juli)
Die Menschenrechtsorganisation Human Rights Watch (HRW) kam in ihrem Bericht vom 14. Juli zu dem Schluss, das ägyptische Militär habe keine Beweise für seine Behauptung offengelegt, dass Demonstranten versucht hätten, das Gebäude der Republikanischen Garde zu erstürmen. Auch habe HRW keinen Beweis für solch einen Vorgang gefunden, sondern stattdessen herausgefunden, dass Demonstranten friedlich beteten oder sich friedlich versammelten, als das Militär und die Polizei anrückten, um das Sit-in aufzulösen. HRW hatte für ihre eigene Untersuchung der Zusammenstöße mit 24 Zeugen gesprochen, unter denen sich Demonstranten, Anwohner der betroffenen Umgebung und sieben Ärzte befanden. Zudem hatte HRW für ihren Bericht Videomaterial von Demonstranten und Nachrichtenkanälen durchgesehen, die sie als „zuverlässig erachtete“. Sämtliche Zeugen, die den Beginn der Gewalt miterlebt hatten, bestätigten, dass kurz vor dem Morgengrauen des 8. Juli Militärtruppen Kräfte der ägyptischen Bereitschaftspolizei Central Security Forces „einrückten, um das friedliche Sit-in zu zerschlagen, indem sie gleichzeitig an Demonstranten vor dem Gebäude der Republikanischen Garde an dem einen Ende der Straße und vor der Mustafa-Moschee am anderen Ende der Straße heranrückten“. Sowohl Zeugen als auch von HRW gesichtetes Videomaterial bestätigten laut HRW, dass zumindest auch ein paar Unterstützer der Muslimbruderschaft im Besitz von Schusswaffen gewesen seien und sowohl scharfe als auch Schrotmunkition verschossen hätten. Sniper des Militärs, die auf nahegelegenen Dächern stationiert waren, und an anderen Orten positionierte Beamte hätten auf eine Reihe unbewaffneter Demonstranten und Umstehende geschossen. Das Videomaterial kläre jedoch nicht, von welcher Seite zuerst scharf geschossen worden sei.
Joe Stork, der amtierende Middle East-Direktor bei Human Rights Watch, nannte den Vorfall „das blutigste Einzelereignis, dass Ägypten seit dem Aufstand gegen Mubarak gesehen hat“. Es habe zu einem Zeitpunkt „extremer politischer Polarisierung“ stattgefunden. Staatsanwälte ermittelten laut Human Rights Watch ausschließlich gegen Unterstützer und Leiter der Muslimbruderschaft wegen ihrer angeblichen Rollen bei den Zusammenstößen, nicht jedoch gegen die Militär- und Polizeikräfte. Stork kritisierte, das „militärische Justizsystem Ägyptens“ habe sich wiederholt als unfähig erwiesen, objektiv gegen schwere Menschenrechtsverletzungen zu ermitteln. Militärstaatsanwälte und -richter unterlägen der gleichen Weisungslinie wie diejenigen, gegen die sie ermittelten, was Unabhängigkeit und Unbefangenheit unmöglich mache. Human Rights Watch sah es als erwiesen an, dass die Armee mit einer lethalen Gewalt vorgegangen sei, die jede scheinbare Bedrohung von Menschenleben des Militärpersonals weit überschritten habe.

#### Guardian-Recherche Kingsleys (18. Juli)
Eine auf Interviews mit Augenzeugen, Anwohnern und Medizinern sowie auf Videoanalysen fußende Recherche von Patrick Kingsley, die am 18. Juli im Guardian veröffentlicht wurde, kam zu dem Ergebnis, dass es sich bei dem Ereignis entgegen der offiziellen Darstellung um einen gezielten und koordinierten Überfall der Sicherheitskräfte auf größtenteils friedliche Zivilisten handelte, bei dem das Militär offenbar 54 Menschen erschossen hatte. Kingsleys Bericht im Guardian wurde Ende Oktober mit dem jährlich vergebenen Preis für Printjournalismus des Londoner Frontline Clubs ausgezeichnet. Die Preisrichter werteten das Werk als „absolut forensisch und durchweg hervorragend“. Es schaffe „aus dem Chaos heraus einen Bericht“ und sei „bedeutend, weil das Ereignis so umstritten“ sei.
Den umfangreichen Recherchen des Guardian nach eröffnete die Armee offenbar in einem Zwei-Fronten-Vorstoß das Feuer auf friedliche Demonstranten. Nach den Recherchen Kingsleys, der 31 Interviews mit Augenzeugen, Anwohnern und Klinikpersonal führte und Videos, die von Anwohnern und Demonstranten aufgenommen wurden, ausgewertet hatte, war die Version des ägyptischen Militärs nicht zutreffend. Der angebliche Angriff der Motorradbande hatte demnach nicht stattgefunden. Stattdessen sei die Armee mit Panzerwagen und Infanterietruppen von zwei Seiten auf die zum Morgengebet versammelte Menge vorgerückt, worauf Sicherheitskräfte zuerst Tränengaskartuschen und ab 3.40 Uhr ohne weitere Vorwarnung Schrot und scharfe Munition verschossen hätten, bis rund drei Stunden später das Feuer gegen 7 Uhr morgens wieder eingestellt worden sei.
Als chronologischer Ablauf kann laut den Recherchen Kingsleys folgende Folge von Ereignissen zeitlich festgemacht werden:
- Früher Morgen des 8. Juli: Etwa 2000 Menschen versammeln sich in Vorbereitung des Morgengebetes kurz nach 3 Uhr im nordöstlichen Stadtgebiet vor dem Offiziersclub der Republikanischen Garde in Kairo auf der Straßenverbindung von der zum größeren Pro-Mursi-Protestlager an der Rābiʿa-al-ʿAdawiyya-Moschee führenden Tayaran-Straße und der Salah-Salem-Straße, einer Hauptdurchfahrtsstraße Kairos,[103] wo sie seit dem 5. Juli lagern, Zelte errichtet haben und wo bereits am ersten Tag des Sit-ins mehrere Pro-Mursi-Demonstranten von Staatsbediensteten erschossen worden waren.[4]
- 3:17 bis 3:30 Uhr: Die örtlichen Moscheen und Imame rufen um 3:17 Uhr zum ersten der fünf Tagesgebete (Fajr) auf.[103] Ein Aufgebot von Soldaten hinter dem Stacheldrahtbegrenzungen verhält sich untätig. Die Lage ist ruhig.[4] Einige Dutzend Demonstranten bemannen die im Abstand von 300 Metern auf beiden Seiten der Straße von Pro-Mursi-Demonstranten errichteten Barrikaden. Andere schlafen noch.[4] Die mehrere hundert Menschen und sowohl Frauen als auch Kinder umfassende Menge, die die Salah-Salem-Straße vor der Republikanischen Garde erfüllt, wendet sich von dem Gelände des Offiziersclub ab und kniet zum Gebet nieder.[103]
- 3:30 bis 4:00 Uhr: Etwa um 3:30 Uhr werden während des Gebetes Pro-Mursi-Aufseher alarmiert, da sich Panzerwagen der paramilitärischen Polizeiorganisation Central Security Forces (CSF) den östlichen und westlichen Begrenzungen des Sit-ins nähern. Die Demonstranten beginnen darauf – in traditioneller Weise durch Gegeneinanderschlagen von Metallteilen – die im Innern des Sit-ins befindliche Menge akustisch zu warnen. Das Gebet wird schnell beendet. Der Imam richtet sich an den Armeekommandeur und hebt hervor, dass es sich um eine friedliche Menge handelt.[103]

Die gepanzerten CSF-Fahrzeuge halten vor dem Sit-in und beginnen unverzüglich, von der West- und Ostseite her Tränengaskartuschen zu verschießen, während die Gottesdienstbesucher weiterhin in Panik geraten. Sicherheitskräfte, die den Eingang des vor der Mitte des Sit-ins gelegenen Offiziersclubs bewachen, beginnen ebenfalls damit, Tränengas zu verschießen. Inmitten des Tränengaseinsatzes bricht Panik aus. Einige Demonstranten formen eine Menschenkette um den Zaun beim Eingang des Offiziersclubs. Über 100 Demonstranten, einschließlich Frauen und Kinder, eilen in einen nahegelegenen Apartment-Block, um Schutz vor dem Tränengas zu suchen und sich gegen seine Einwirkung behandeln zu lassen. Sie werden auf das Dach des Gebäudes gebracht und bleiben dort, bis die Polizei einige Stunden später ankommt und sie festnimmt. Andere laufen zu den Straßensperren, um zu sehen, was vor sich geht.
Die Sicherheitskräfte beginnen von außerhalb des Sit-ins mit Gewehren zu schießen, ohne dass später auf den Belegvideoaufnahmen von einem Anwohner erkannt werden kann, ob scharfe Munition verwendet wurde. Demonstranten am Rand des Sit-ins können sich kurzfristig an ihrem Platz behaupten. Ein einzelnes von Seiten der Mursi-Unterstützer kommendes Blitzlicht, das von einer Feuerwaffe stammen könnte, kann später auf Videoaufnahmen erkannt werden. Bald darauf ziehen sich die von Tränengas überwältigten Demonstranten zurück. Auf einige wird aus der Entfernung geschossen. Andere setzen Reifen in Brand. um Rauch zu erzeugen, der die Sicherheitskräfte behindern soll.
Etwa um 3:45 Uhr kommt der erste tote Demonstrant im nahe der Rābiʿa-al-ʿAdawiyya-Moschee gelegenen Feldlazarett an, zusammen mit einer Gruppe von Verletzten. Armee- und Polizeimannschaften sowie -Fahrzeuge überqueren die Begrenzungen des Sit-ins und rücken zum Zentrum des Lagers vor, während sie mit Schusswaffen schießen. Einige Demonstranten werden von der Polizei gefangen und verprügelt. Andere werfen Steine, um sich zu verteidigen. Mindestens zwei Frauen erhalten nicht-tödliche Schusswunden. Es gibt keine Berichte von einer Bande Motorradfahrer, wie es später von der Armee als Auslöser der Attacke angegeben wurde.
Während des Schießens versuchen Truppen die Menschen, die sich in den beiden Moscheen auf der Salah-Salem-Straße befinden, festzunehmen. Die in der Safeya-Moschee befindlichen Personen und diejenigen aus der Mostafa-Moschee, denen es nicht gelingt sich zu verbarrikadieren, werden zusammengetrieben, in den Offiziersclub gefahren und misshandelt.
- 3:45 bis 4:30 Uhr: Einige Ärzte eilen aus Richtung Rābiʿa-al-ʿAdawiyya-Moschee über die Tayaran-Straße den Verwundeten auf der Salem-Salah-Straße zu Hilfe.[103] Bis 4:30 Uhr wurden über 150 verletzte Demonstranten zum Rābiʿa-al-ʿAdawiyya-Feldlazarett gebracht, darunter ein sechs Monate alter weiblicher Säugling, der durch das Tränengas bewusstlos geworden ist und wieder stabilisiert wird. Mediziner behandeln auch einen 10-jährigen Jungen, der durch Schrotbeschuss verletzt wurde.[103][4]

Kurz nach Beginn des Vorfalls fällt der Strom im kleinen Feldlazarett in der Tayaran-Straße aus und beeinträchtigt die Arbeit der Ärzte beim Behandeln der Verletzten. Tränengas erzeugt Atemnot bei den Ärzten im Lazarett. Später präsentiertes Videomaterial zeigt einen Mann, der um 4:05 Uhr einen Stein von einem Gebäude wirft. Dabei handelt es sich um den Beleg der frühesten gegen die Armee gerichteten Aggression, den die Armee aufbieten kann.
- 4:30 bis 5:30 Uhr: Zu diesem Zeitpunkt wurden die meisten Menschen von der Salem-Salah-Straße die Tayaran-Straße entlang zur Rābiʿa-al-ʿAdawiyya-Moschee gezwungen. Ein Straßenkampf bricht aus.[103] Videomaterial der Armee mit Zeitstempeln ab 4:59 Uhr zeigt mindestens drei Unterstützer der Muslimbruderschaft, die offenbar Einzelladerwaffen tragen und abfeuern.[103][4] Mindestens ein halbes Dutzend Mursi-Unterstützer werfen Flaschenbrandsätze auf Sicherheitskräfte.[4] Ein Gebäude gerät in Brand, möglicherweise durch Flaschenbrandsätze oder durch einen explodierenden Gaskanister.[103] Andere Mursi-Unterstützer werfen schwere Gegenstände von einem Dach.[4] Militär-Sniper schießen von den Dächern von Armeegebäuden an der östlichen Seite der Tayaran-Straße[103][4] und von der Tayaran-Straße aus auf Demonstranten.[4]
- 5:00 bis 6:00 Uhr: Sniper des Militärs entlang der Gebäude in der Tarayan-Straße übernehmen die Hauptoffensive.[103] Sie wählen unbewaffnete Zivilisten aus.[103] Der Photograph Ahmed Samir Assem wird nach späteren Angaben von Seiten der Muslimbruderschaft von Snipern erschossen, während seine Kamera den Augenblick seines Todes scheinbar aufnimmt.[103][4] Soldaten versuchen wiederholt, in das kleine Feldlazarett nahe dem „Massaker“ einzubrechen. Protestteilnehmer errichten eine Behelfsbarrikade auf halber Höhe der Tayaran-Straße und blockieren so den Zugang zum Sit-in an der Rābiʿa-al-ʿAdawiyya-Moschee.[103]
- 6:00 bis 7:00 Uhr: Die Straßenkämpfe halten an. Im Rābiʿa-al-ʿAdawiyya-Feldlazarett geht das medizinische Material fast aus, bevor Unterstützer es mit einer großen Menge gespendeter Medizin versorgen. Einer der Ärzte des kleinen Feldlazaretts wird festgenommen.[103] Um etwa 7 Uhr endet das Schießen.[103][4]

## Reaktionen

### National
- Ärzte der Muslimbrüder, die neben der Rābiʿa-al-ʿAdawiyya-Moschee ein Notlazarett unterhielten, beschimpften auf einer Pressekonferenz vom 8. Juli Generalstabschef Sisi als „Schlächter“ und „Mörder“.[60] Sprecher der Muslimbrüder verurteilten den Angriff der Sicherheitskräfte als „Blutbad“ und „Massaker“.[61]

- Yehia Moussa, offizieller Sprecher des ägyptischen Gesundheitsministeriums, der selbst in dem Protestlager anwesend gewesen war, wurde nach eigenen Angaben mehrfach durch scharfe Schüsse getroffen und verletzt. Als er, wie dies häufiger nach ernsten Vorfällen geschah, vom staatlichen Fernsehen für ein Live-Interview angerufen wurde, erklärte er in der Sendung, dass er als Augenzeuge zusammen mit Sanitätern beobachtet habe, dass es sich um ein von Militärpolizei und Polizei begangenes Massaker an friedlichen Zivilisten gehandelt habe, die keine Waffen gehabt hätten, um sich zu verteidigen. Nach dieser Aussage sei jedoch die Telefonverbindung vom TV-Kanal gekappt worden und Moussa verlor noch am selben Tag wegen Verbreitung von Fehlinformationen seinen Posten als Sprecher des Gesundheitsministeriums.[104][105][106][107]

- Essam el-Erian, ein führender Leiter der Muslimbruderschaft, nannte die Tötungen „ein ausgemachtes Massaker“ einer „faschistischen Putsch-Regierung.“[51] Die Muslimbruderschaft, aus der Mursi hervorgegangen war, rief wegen des „Massakers“ vom 8. Juli an ihren Anhängern – 42 von 51 Todesopfern wurden als Parteisympathisanten eingestuft – zu einem landesweiten „Aufstand des ägyptischen Volkes“ gegen die Streitkräfte auf, die Ägypten „in ein neues Syrien“ hineintrieben[50][108] und zur „Rückkehr einer Militärdiktatur“ führten.[51] Ein Sprecher stellte später klar, dass der Aufruf einem „friedlichen Aufstand“ gelte.[84] Ein Parteisprecher sagte: „Jede Provinz organisiert heute eigene Begräbniszeremonien und Demonstrationen“. Allein vor der Moschee Rābiʿa-al-ʿAdawiyya im Kairoer Stadtteil Nasr-City versammelten sich erneut tausende Anhänger Mursis zu Protesten.[108]

- Der spätere Vizeinterimspräsident und Friedensnobelpreisträger Mohammed el-Baradei, der am 6. Juli zum Regierungschef der Übergangsregierung ernannt, dessen Vereidigung aber im letzten Augenblick durch großen Widerstand der Partei des Lichts verhindert worden war, so dass Mansur die Nominierung el-Baradeis zurückgezogen hatte,[109][110] verurteilte die „Gewalt“ am 8. Juli auf Twitter und sagte, der einzige Weg sei ein friedlicher Übergang („peaceful transition“).[111] Er forderte eine unabhängige Untersuchung, die jedoch nach Einschätzung von Martin Gehlen (Tagesspiegel) „natürlich niemals“ realisiert werde.[85] Wörtlich twitterte el-Baradei: „Gewalt erzeugt Gegengewalt und sollte scharf verurteilt werden“.[50][112][61]

- Der frühere Präsidentschaftskandidat und linkspolitische Oppositionsführer Hamdin Sabahi sagte, die einzigen Nutznießer seien die Muslimbruderschaft und andere, die danach strebten, die Lage zu polarisieren und Ägypten in Richtung eines Bürgerkrieges zu treiben.[84]

- Die ultrakonservative Partei des Lichts (Nur-Partei) der radikal-islamistischen Salafisten, die bis dahin als islamistische Partner auf Seiten der Anti-Mursi-Allianz stand, erklärte daraufhin über ihren Sprecher Nader al-Bakkar mit sofortiger Wirkung ihren vorläufigen Rückzug aus allen Verhandlungen über die Bildung einer Übergangsregierung und aus dem gesamten von der Armee initiierten politischen Prozess.[60][64][49][50] Parteisprecher Bakkar begründete die Entscheidung am 8. Juli im Internetdienst Twitter als Reaktion auf das „Massaker“ vor dem Sitz der Republikanischen Garde in Kairo.[1][111][49] Bakkar erklärte, die Nur-Partei hätte sich zur Teilnahme an den Beratungen bereit erklärt, um Blutvergießen zu verhindern, doch, so Bakkar, „Nun fließt das Blut in Strömen“.[50] Ein Parteisprecher verglich die Situation mit dem Mubarak-Regime: „Es ist, als ob das alte Regime wieder in vollem Harnisch zurück wäre.“[60]

- Die al-Azhar, das 1000-jährige Institut islamischer Studien, verurteilte das Ereignis des 8. Juli als „schmerzhaften Zwischenfall“, der eine „dunkle Zeit des Kampfes“ (Ahram Online) bedeute.[113] Scheich Ahmed el-Tayeb, der Großimam der al-Azhar-Moschee und höchstrangige sunnitische Geistliche des Landes, kündigte an, aus Protest in Klausur zu gehen und sein Haus erst zu verlassen, wenn das Blutvergiessen ende. Er forderte alle Konfliktparteien auf, ein Abgleiten des Landes in den Bürgerkrieg zu verhindern.[114] Martin Gehlen bezeichnete die Reaktion dieses weiteren Partners der Anti-Mursi-Koalition im Tagesspiegel als Selbstauferlegung „islamischer Schweigeexerzitien“ und wertete es als „Abtauchen“.[85]

- Die „Rebellen“-Kampagne Tamarod, die als hauptverantwortlich für die dem Sturz Mursis vorausgehenden Aufrufe zu den Massenprotesten vom 30. Juni angesehen wird,[113] akzeptierte für das Blutbad der Streitkräfte an Muslimbrüdern vom 8. Juli die Armeeversion von einem Terroristenüberfall.[85] Sie verurteilte den Vorfall vom 8. Juli als „rachsüchtige Anschläge politischer Islamisten gegen die Armee“ (Ahram Online). Mohab Doss, ein Sprecher von Tamarod, behauptete, der Vorfall sei eine „Reaktion“ der Armee auf die „Einschüchterung“ durch islamistische Gruppen gewesen.[113]

- Der als Mursi-Gegner geltende gemäßigte Islamist Abdel Moneim Abul Futuh (Partei Starkes Ägypten) verlangte den Rücktritt des in der Vorwoche des Blutbades zum Übergangspräsidenten ernannten Adli Mansur.[115]

- Khalid Talima, eine Vertreterin der vor Mursis Sturz um die Anti-Mursi-Proteste formierten Koalition, sagte auf einer Pressekonferenz unter der Schlagzeile „Muslimbruderschaft-Amerikanische Verschwörung gegen die Revolution“, man erwarte „gewalttätige Aktionen von Seiten der Muslimbruderschaft“ und könne „nicht akzeptieren, dass bewaffnete Versammlungen als friedliche Proteste oder Sit-ins ausgegeben“ würden.[51]

- Die Polizei, die die Autorität der demokratisch gewählten Regierung Mursi nie voll akzeptiert hatte, stellte am 8. Juli eine Revision der Geschichtsschreibung vor. Der Polizeisprecher Hany Abdel Lateef behauptete, dass die Muslimbruderschaft – und nicht die Polizei – für die Tötungen von Demonstranten während der Revolte gegen Präsident Mubarak bei der sogenannten Revolution von Januar 2011 verantwortlich gewesen waren.[51]

- Der neue Interimspräsident Adli Mansur kündigte die Einsetzung einer Untersuchungskommission zu den Vorfällen an.[50][4] Zugleich rief er die Demonstranten auf, sich von Kasernen und anderen „vitalen Einrichtungen“ des Staates fernzuhalten. Sein Sprecher Ahmed Elmoslmani sagte der Nachrichtenagentur Reuters, die Ereignisse würden die Bemühungen um eine Übergangsregierung und die Vorbereitungen für Wahlen und eine Verfassung nicht aufhalten.[50]

### International
- Deutschland – Der deutsche Außenminister Guido Westerwelle äußerte sich „bestürzt“ über den Gewaltausbruch. Er appellierte an alle Verantwortlichen, besonnen zu agieren und auf „Gewalt in jeder Form“ zu verzichten.[116] Tage zuvor hatte Westerwelle den Putsch in Ägypten bereits als schweren Rückschlag für die Demokratie gewertet.[117] Zwei Tage vor der Massentötung des 8. Juli hatte der deutsche Bundespräsident Joachim Gauck gefordert, zu einer Regierung zurückzukehren, die demokratischen Standards entspreche und zugleich Verständnis dafür geäußert, dass „in einer Situation, in der ein Bürgerkrieg droht, außergewöhnliche Maßnahmen ergriffen werden“.[118][119]

- Europäische Union – Die EU verurteilte die ausufernde Gewalt in Ägypten und erklärte, ihre Finanzhilfen für Ägypten zu überprüfen.[50][60] Der Sprecher der EU-Chefdiplomatin Catherine Ashton sagte am 8. Juli: „Wir verurteilen und bedauern die Gewalt. Wir erwarten, dass der politische Prozess auf friedlichem Wege fortgeführt wird“. „Zum gegebenen Zeitpunkt“ könne dafür auch eine „politische Mission“ der EU nach Kairo entsandt werden. Die Finanzhilfen der EU – für den Zeitraum 2012 bis 2013 waren in der EU-Finanzplanung fast fünf Milliarden Euro an Darlehen und Zuschüssen vorgesehen – flossen den Angaben zufolge nicht direkt ins ägyptische Staatsbudget, da die ägyptischen Machthaber die erwarteten Reformfortschritte vermissen ließen. Stattdessen würden Nichtregierungsorganisationen und zivilgesellschaftliche Gruppen unterstützt.[60]

- Türkei – Der türkische Außenminister Ahmet Davutoğlu, dessen Regierung im Zusammenhang mit der Absetzung des gewählten Präsidenten von einem nicht akzeptablen „Militärputsch“ sprach, verurteilte die Zusammenstöße scharf und bezeichnete sie als „Massaker“. Die türkische Regierung kritisierte zugleich die EU, weil diese den Umsturz nicht als Putsch bezeichnete.[60]

- Vereinigte Staaten – Die Reaktion der USA, die den Sturz Mursis durch das Militär nicht verurteilt hatten, und die die Sicherheitskräfte dazu aufriefen, Zurückhaltung zu üben, wurde als milde bewertet.[51] Die USA erklärten, auch nach dem Sturz des gewählten Präsidenten weiterhin Militär- und Finanzhilfen an die neuen Machthaber in Ägypten zu zahlen. Regierungssprecher Jay Carney erklärte am 8. Juli, die Programme würden zumindest vorerst fortgesetzt. Auf Fragen von Journalisten antwortete er: „Es wäre nicht im besten Interesse der USA, unsere Hilfsprogramme für Ägypten sofort zu ändern“.[116]

- Human Rights Watch rief Interimspräsident Adli Mansur in einer Stellungnahme vom 14. Juli 2013 dazu auf, „objektive Ermittlungen gegen Militärbeamte und Polizei wegen der Tötungen vor dem Hauptquartier der Republikanischen Garde am 8. Juli 2013“ zu gewährleisten. Die Pressemitteilung von Human Rights Watch forderte, die Ermittlungen müssten von Seiten der Zivilgerichtsbarkeit durchgeführt werden und sowohl institutionell als auch in der Praxis unabhängig von der militärischen Befehlskette sein. Die jüngste verfassungsrechtliche Erklärung von Mansur verhindere eine zivile Untersuchung der Zusammenstöße und übertrage „der Militärjustiz die exklusive Gerichtsbarkeit über Verbrechen, in die Militärangehörige verwickelt sind“. Die Menschenrechtsgruppe betonte, das von Mansur eingesetzte, zivile richterliche Gremium sei daher nicht in der Lage, die Zusammenstöße vollständig zu untersuchen. Sie rief Mansur dazu auf, eine zusätzliche Erklärung abzugeben, um freizugeben, dass „Zivilgerichte im Fall schwerer Menschenrechtsverletzungen, bei deren Opfern es sich um Zivilisten handelt, gegen Militärangehörige ermitteln.“[98][99]

## Bedeutung und Bewertungen
Das Blutbad vom 8. Juli gilt als bis zu diesem Zeitpunkt beispiellos in der modernen Geschichte Ägyptens. Nachdem bei den gewaltsamen Auseinandersetzungen zwischen Armee und demonstrierenden Muslimbrüdern am frühen Morgen mehr als 50 Menschen getötet wurden, verschärften sich die Spannungen im ganzen Land in extremer Weise. Bei der Massentötung des 8. Juli vor dem Hauptquartier der Republikanischen Garde handelte es sich nach dem Urteil eines Bündnisses von 13 ägyptischen und internationalen Menschenrechtsorganisationen um den ersten gut dokumentierten Vorfall exzessiver und unrechtmäßiger Anwendung von Gewalt nach dem Sturz Mursis durch das Militär.
Der mit dem Blutbad begründete Austritt der salafistische Nur-Partei (Partei des Lichts) aus den Gesprächen zur Regierungsbildung schien den politischen Prozess zur Bildung einer Übergangsregierung komplett zum Erliegen zu bringen. Die Nur-Partei als zweitgrößte islamistische Strömung in Ägypten wurde als wichtige Kraft beim Versuch angesehen, alle politischen Strömungen in den Demokratisierungsprozess einzubeziehen. Ägypten drohte mit ihrem Rückzug in den Augen von Beobachtern ins Chaos abzugleiten. Der Auszug der durch die Wahlergebnisse einflussreichen Salafisten, die nach dem Blutbad ein eigenes Übergangkonzept anstrebten, stellte die restliche „Tahrir-Allianz“ als Protagonisten der sogenannten „Zweiten Revolution“ zunehmend in das Licht von Militärputschisten ohne demokratische Legitimation und ließ die „Tahrir-Allianz“ als zerfallen erscheinen. Der ägyptische Politikwissenschaftler Mustafa El-Labbad, Leiter des privat finanzierten Think Tanks Al-Sharq-Zentrum für regionale und strategische Studien in Kairo, bezeichnete die Reaktionen der Salafisten auf das Blutbad vom 8. Juli hingegen als „politische Spiele“. Er verwies darauf, dass ihr regionaler Hauptsponsor Saudi-Arabien den Sturz Mursis begrüßt hatte und die Salafisten seiner Ansicht nach das Ziel verfolgten, die Muslimbruderschaft zu „überflügeln“. Da ihnen jedoch in den eigenen Reihen vorgeworfen werde, das Lager des politischen Islams verraten zu haben, sähen sie sich gezwungen ihr Verhalten damit zu rechtfertigen, dass sie die weitere Säkularisierung des Landes gestoppt und den Liberalen wertvolle Kompromisse abgerungen hätten. Sie würden daher taktieren, jedoch nicht aus der Koalition gegen die Muslimbrüder austreten.
Martin Gehlen bezeichnete die Massentötung vom 8. Juli im Tagesspiegel als „Massaker an Muslimbrüdern“ und als „bisher beispielloses Massaker von Armee und Polizei an Demonstranten der Muslimbrüder“. Patrick Kingsley von Guardian nannte die Tötung von mindestens 51 Menschen durch ägyptische Sicherheitskräfte am 8. Juli das bis dahin „blutigste staatlich geführte Massaker seit dem Sturz von Husni Mubarak“ und „einen der blutigsten Vorfälle in der jüngeren Geschichte Ägyptens“.
Hassiba Hadj Sahraoui, stellvertretender Direktor des Amnesty International-Programms Middle East and North Africa, bezeichnete den Einsatz von Gewalt der Sicherheitskräfte als disproportional und als ursächlich für den Tod und die Verletzung friedlicher Demonstranten, unabhängig von der Frage, ob einige Protestteilnehmer von Gewalt Gebrauch gemacht hätten.
Trotz der Todesopfer schien der Muslimbruderschaft wenig Sympathie entgegengebracht zu werden, doch wurde vor einer Gefahr durch das Militär gewarnt, das beim Sturz Mursis für sich in Anspruch genommen hatte das Volk zu beschützen und nicht im eigenen Interesse die Macht zu übernehmen, während es auf die eigenen Bürger schoss.
Der ZDF-Korrespondent Roland Strumpf behauptete in einem Bericht, der am 8. Juli in ZDF spezial gesendet wurde, die Muslimbruderschaft habe mit den Ereignissen des 8. Juli „ihre demokratische Maske fallen lassen“ und drohe wörtlich mit weiterer Eskalation, „bis Ägypten endgültig im Chaos versinkt“. Strumpf argumentierte und formulierte ähnlich wie der in Deutschland als Islamkritiker bekannte Hamed Abdel-Samad, der am 5. und 6. Juli in mehreren Medien bestritt, dass es sich bei den Ereignissen des 3. Juli um einen regelrechten Militärputsch gehandelt hatte und stattdessen behauptete, Mursi habe vielmehr „gegen sich selbst“, „gegen die Demokratie und gegen den Willen der meisten Ägypter“ geputscht, „weil er nicht im Interesse Ägyptens, sondern im Interesse seiner Muslimbrüder handelte“. Auch Samad hatte behauptet: „Die Masken der Islamisten sind gefallen. Sie sprechen nun die einzige Sprache, die sie beherrschen, nämlich die Sprache der Gewalt!“ Als ausführende Organe der Muslimbrüder dienten, so die Behauptung von Samad, „Milizen der Muslimbrüderschaft“, die Mursi im Dezember 2012 laut Samad entsendet haben soll, „um die Demos blutig aufzulösen“. Die Muslimbrüder wären, so Samad, auch bei den Ereignissen des 5. November vor der Kaserne der Republikanischen Garde in Kairo für die Gewalt verantwortlich: „Jetzt schicken die Muslimbrüder ihre Milizen auf der Straße, schießen wild um sich und versuchen, die Bevölkerung in Angst und Schrecken zu versetzen, um ihren gestürzten Präsidenten zurück an die Macht zu bringen.“ Strumpf führte für seine Argumentation im ZDF-Bericht ein Interview mit Abdul Gelil an, einem laut Strumpf aus der Muslimbruderschaft ausgestiegenen Insider, der aufgrund seiner vorherigen Tätigkeit für den Internetauftritt der Muslimbrüder glaubwürdig belege, dass das „einzige Ziel“ der Muslimbruderschaft „die Errichtung eines islamistischen Staates“ sei. Die Muslimbruderschaft sei demnach eine „fast militärisch, straff geführte“ und „übermächtige“ Organisation, die über „bewaffnete Milizen“ verfüge und der „jedes Mittel recht“ sei, um eine Regierungsbildung zu verhindern. Die Forderung des deutschen Außenministers Guido Westerwelle, Mursi wieder auf freien Fuß zu setzen, bewertete Strumpf in einem Interview vom 12. Juli auf dem Sender Phoenix als Erschwernis für die Arbeit der Deutschen in Ägypten. Die streng rechtsstaatlich begründete Forderung, den gestürzten Präsidenten Mursi freizusetzen, stelle einen Affront dar für viele Ägypter, die stolz darauf seien das „Regime“ des von ihnen als „Unperson“ betrachteten Mursi gestürzt zu haben und die nicht über ein so ausgebildetes Demokratieverständnis wie in Deutschland üblich verfügten. Auch mit dieser Argumentation entsprach Strumpf der Kritik Samads an der Haltung des deutschen Auswärtigen Amtes, das die Absetzung des ägyptischen Ex-Präsidenten Mohammed Mursi als einen Rückschlag für die Demokratie bezeichnet hatte.
Volker Perthes, der Direktor der Stiftung Wissenschaft und Politik (SWP), erklärte am 9. Juli im ZDF heute journal, die Repressionen der neuen Machthaber gegen die Muslimbrüder seien ein Fehler und müssten beendet werden, wenn sich die Lage in Ägypten wieder stabilisieren solle. Solange die Muslimbrüder unter Repressionen leiden und der aus ihren Reihen gestellte Staatspräsident sowie Teile ihrer Führerschaft in Haft säßen, wäre eine Integration für sie schwer, zumal ihre Verbitterung über den Militärcoup vom 3. Juli noch anhalte. Die vorrangige Notwendigkeit bestehe darin, dass der Militärrat, der Interimspräsident und die Übergangsregierung die Repressionen gegen die Muslimbrüder einstellen und auf die Muslimbrüder eingewirkt werde, nicht weiter zur Gewalt aufzurufen. Die verhältnismäßig moderaten Muslimbrüder als „islamischer Mainstream“ müssten wieder eingebunden werden, wenn verhindert werden wolle, dass im nächsten Parlament die ideologisch den fundamentalistisch-wahhabitischen Golfmonarchien wie Saudi-Arabien und den Vereinigten Emiraten nahestehenden Salafisten die stärkste politische Partei bilden.
Mit der einen Tag „nach dem Blutbad von Militär und Polizei an Demonstranten der Muslimbrüder mit über 50 Toten“ vom 8. Juli erfolgten Einsetzung Hasim al-Beblawis als Interimsministerpräsident wählte der durch das Militär installierte Interimspräsident Mansur einen Mann aus, der als „liberaler Wirtschaftsfachmann“ galt. Nach dem Sturz Mubaraks 2011 war Beblawie ein halbes Jahr Finanzminister und Vizeministerpräsident im Interimskabinett von Interimsministerpräsident Essam Scharaf gewesen und von allen Ämtern zurückgetreten, nachdem das Militär am 9. Oktober 2011 ein Massaker an koptischen Demonstranten vor dem staatlichen Fernsehgebäude am Maspero verübt hatten. Am 10. Juli 2013 schrieb Martin Gehlen im Tagesspiegel, bei dem Massaker an Kopten vom 9. Oktober 2011 habe es sich „nach den Untaten gegen Mitglieder der Muslimbrüder [am 8. Juli 2013] vor der Kaserne der Republikanischen Garden“ um die „schwersten Übergriffe von Soldaten gegen die Zivilbevölkerung in der jüngeren Geschichte Ägyptens“ gehandelt, doch sei keine der verantwortlichen Offiziere jemals dafür zur Verantwortung gezogen worden. Auch damals habe die Armeeführung zunächst behauptet, die koptischen Christen hätten auf Soldaten geschossen und mehrere getötet, was sich anschließend jedoch als unwahr herausgestellt habe.
In die Kritik geriet insbesondere die Republikanische Garde in Kairo, die als Schlägertrupp angesehen wurde. Die in Schwarz gekleideten Mitglieder der Spezialeinheit der ägyptischen Armee waren schon unter Präsident Mubarak berüchtigt und gefürchtet. Sie wurden eingesetzt, wenn Gefahr für den Staat oder den Präsidenten drohte und schlugen auf Demonstranten ein, befahlen Razzien gegen Kriminelle, verhörten Verdächtigte und folterten Gefangene. Seit dem Sturz Mubaraks verlegten sie sich auf den Einsatz von Tränengas und Gummigeschossen – zunächst gegen die Revolutionäre, später gegen die Muslimbrüder. Nach Angaben von Amnesty International machte die Republikanische Garde bei dem Blutbad vor dem Hauptquartier der Republikanischen Garde vom 8. Juli auch von ihren schweren Waffen Gebrauch gemacht. Ob die Republikanische Garde an der Massentötung an Anhängern Mursis vom 8. Juli beteiligt war, wurde in der Folge weder bestätigt noch ausgeschlossen. Da die Republikanische Garde mit dem Schweizer Sturmgewehr SIG 550 ausgerüstet ist und die Waffe in der Schweiz seit 2009 aufgrund der Menschenrechtslage in Ägypten einem Ausfuhrverbot nach Ägypten unterlag, wird die Frage, ob die SIG-Gewehre bei der teilweise als „Massaker“ bezeichneten Massentötung vom 8. Juli zum Einsatz kamen, im Zusammenhang mit der Motion der ständerätlichen Sicherheitskommission zur Lockerung für Kriegsmaterialexporte durch die Änderung der Schweizer Kriegsmaterialverordnung beobachtet. Kurz vor dem Blutbad vom 14. August 2013 in den Kairoer Protestlagern vor dem Rābiʿa-al-ʿAdawiyya-Platz in Nasr-City und auf dem Nahda-Platz in Dokki wurde in westlichen Medien gemeldet, dass die Republikanische Garde für die Auflösung dieser Protestlager der Muslimbrüder eingesetzt werden solle.

## Weitere Entwicklung
Einen Tag nach dem Ereignis vom 8. Juli wurde der Ökonom und Ex-Finanzminister Hasim al-Beblawi zum Interims-Ministerpräsidenten ernannt. Am Abend des 9. Juli, einen Tag vor Beginn des Fastenmonats Ramadan, vermeldete das staatliche ägyptische Fernsehen, dass der Friedensnobelpreisträger Mohamed el-Baradei den Posten als Vize-Präsident und Außenminister erhalte. Ferner reagierte Mansur mit der Präsentation eines Zeitplans, innerhalb der nächsten sechs oder sieben Monate eine von Experten revidierte Verfassung zu verabschieden und ein neues Parlament wählen zu lassen. Mansur setzte eine aus 33 Artikeln bestehende Verfassungsdeklaration in Kraft, die die von den Militärs ausgesetzte Verfassung in den nächsten Monaten ersetzte. In einem Zeitraum von maximal viereinhalb Monaten solle ein Gremium von Experten die bisherige Verfassung überarbeiten, worauf diese dem Volk erneut zum Referendum vorlegt werde. Anschließend sollten innerhalb von 60 Tagen Parlamentswahlen abgehalten werden. Die Tamarod-Kampagne kritisierte die Deklaration scharf und nannte sie „Grundlage für eine neue Diktatur“. Sie kritisierte, im Vorfeld nicht über den Inhalt des Dokuments unterrichtet und konsultiert worden zu sein. Auch die Muslimbruderschaft lehnte die Verfassungsdeklaration ab und kündigte neue Proteste an.

Galerie: Bilder aus dem Antiputsch-Sit-in vor der Rābiʿa-al-ʿAdawiyya-Moschee vom 11. Juli 2013
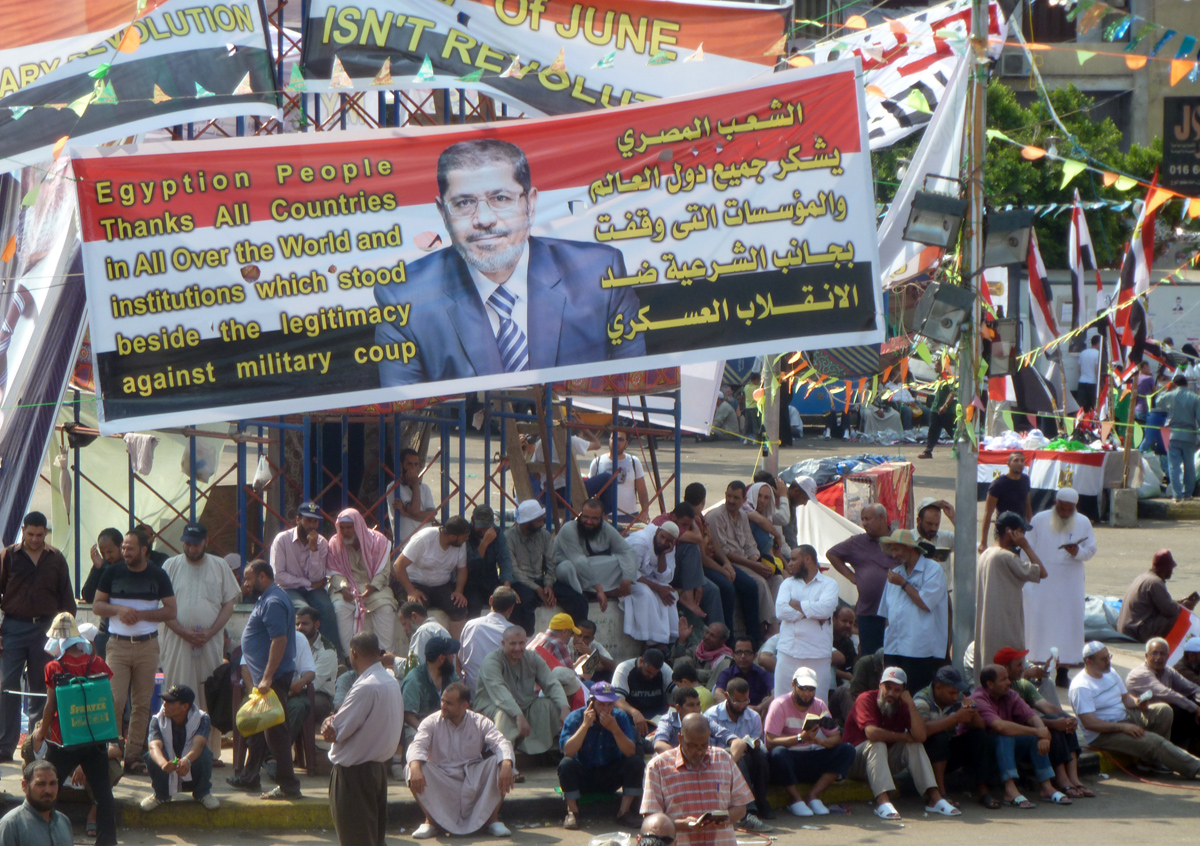
Pro-Mursi-Demonstranten danken der internationalen Solidarität gegen den Putsch.
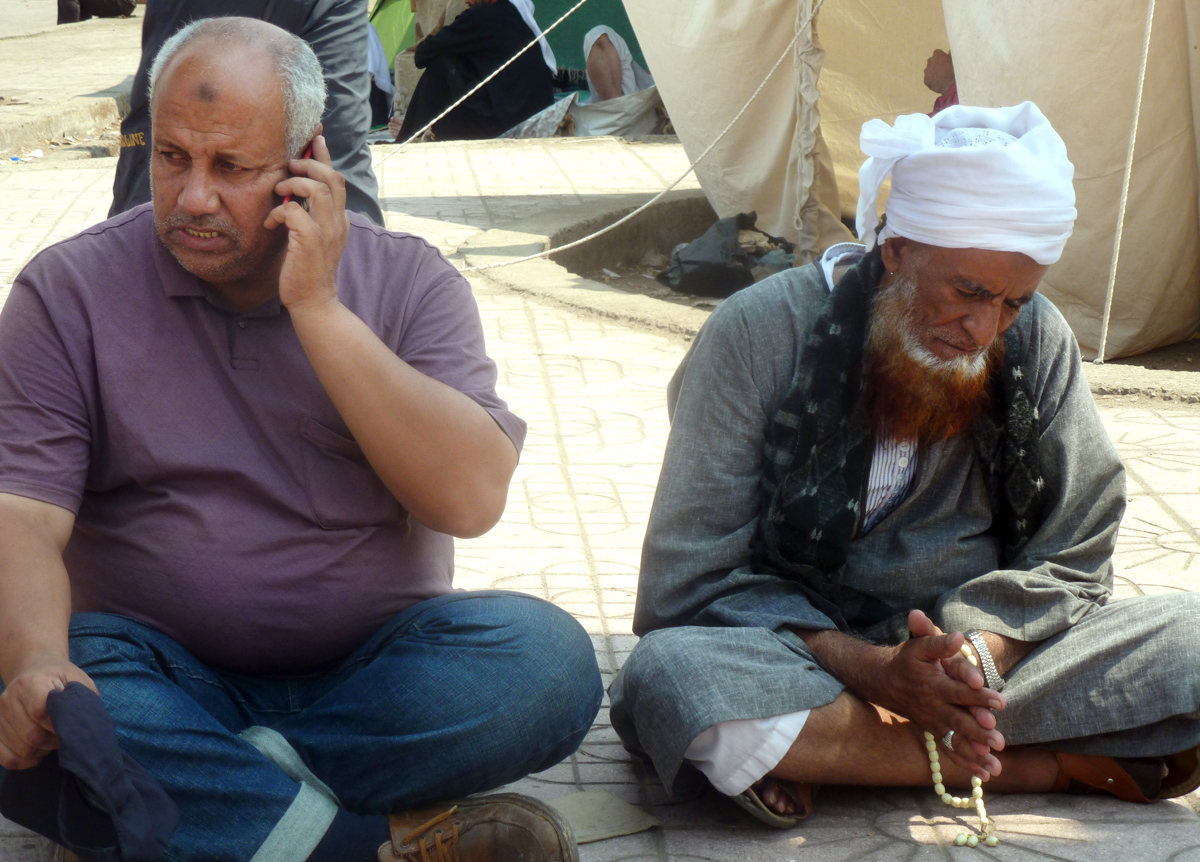
Pro-Mursi-Demonstranten im Zeltlager vor der Moschee.
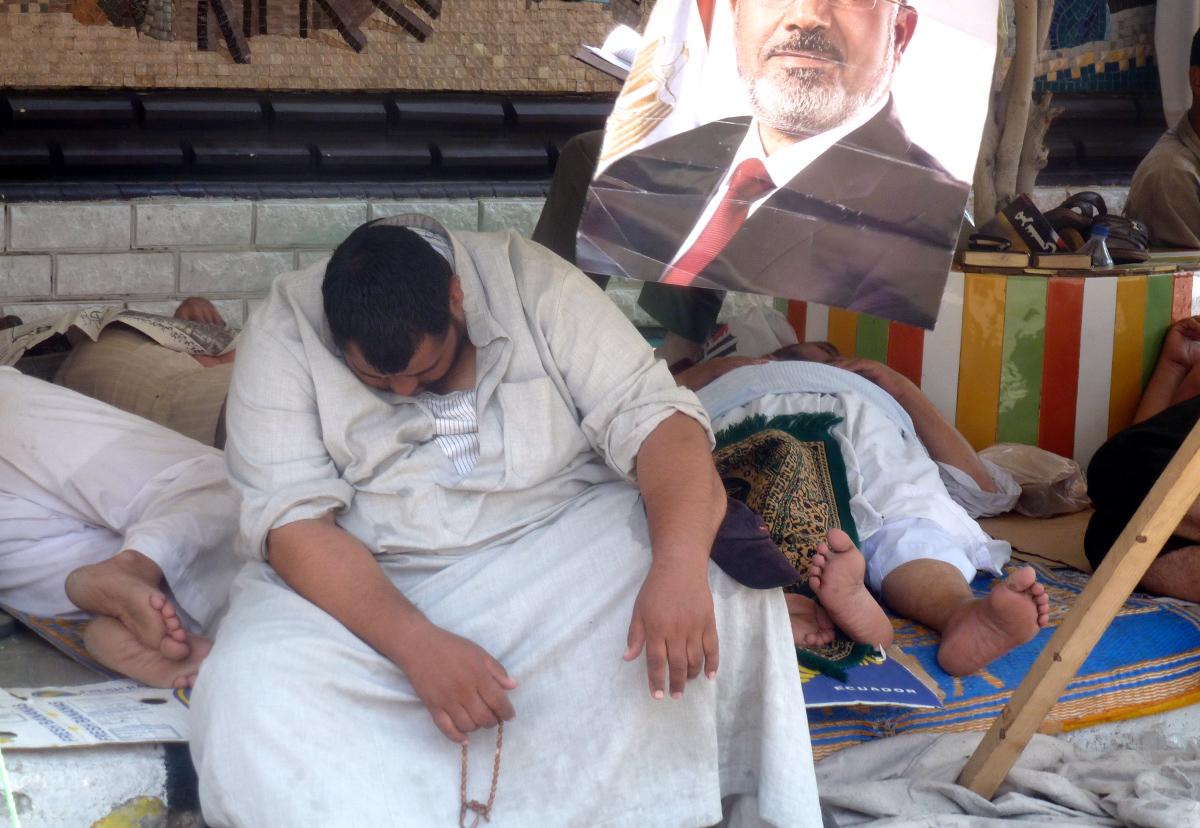
Erschöpfte Unterstützer Mursis ruhen vor der Rābiʿa-al-ʿAdawiyya-Moschee aus.
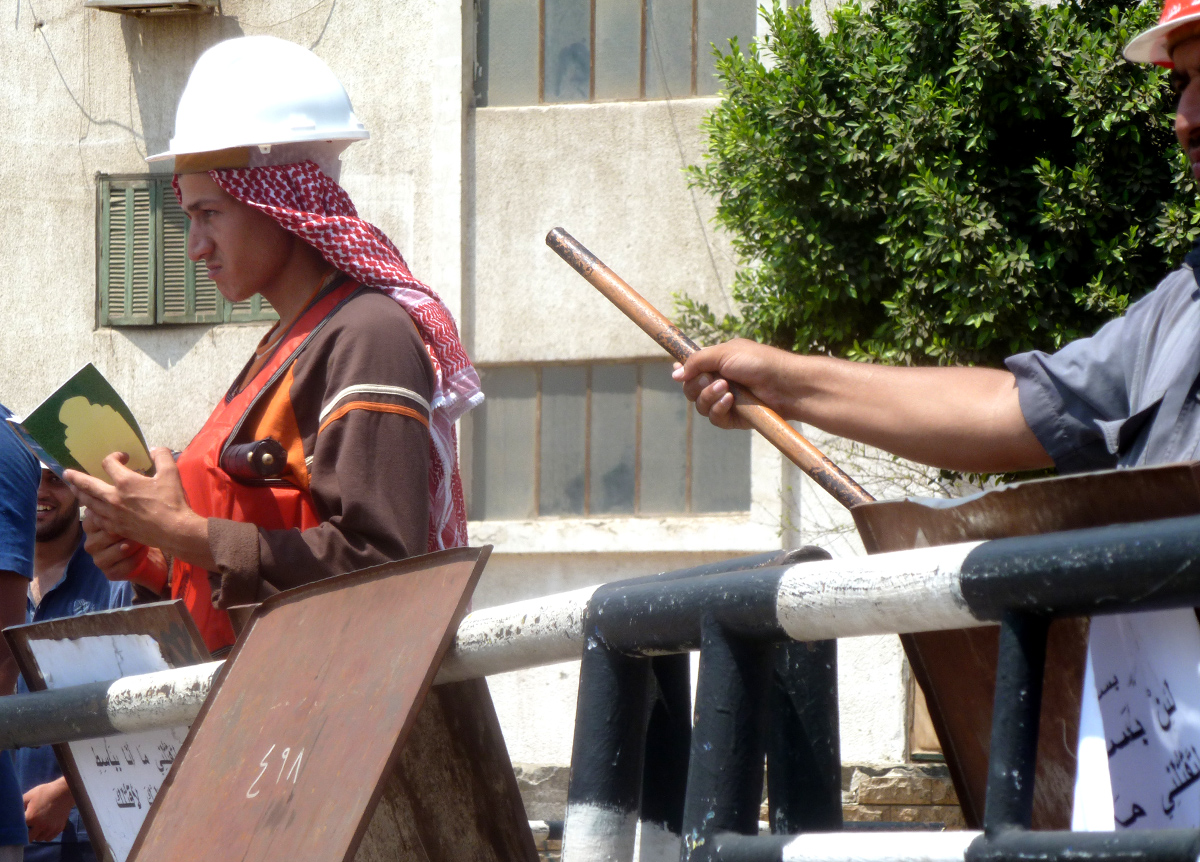
Drei Tage nach der Massentötung vom 8. Juli mit Koran und Stock Wache an einem Kontrollposten.
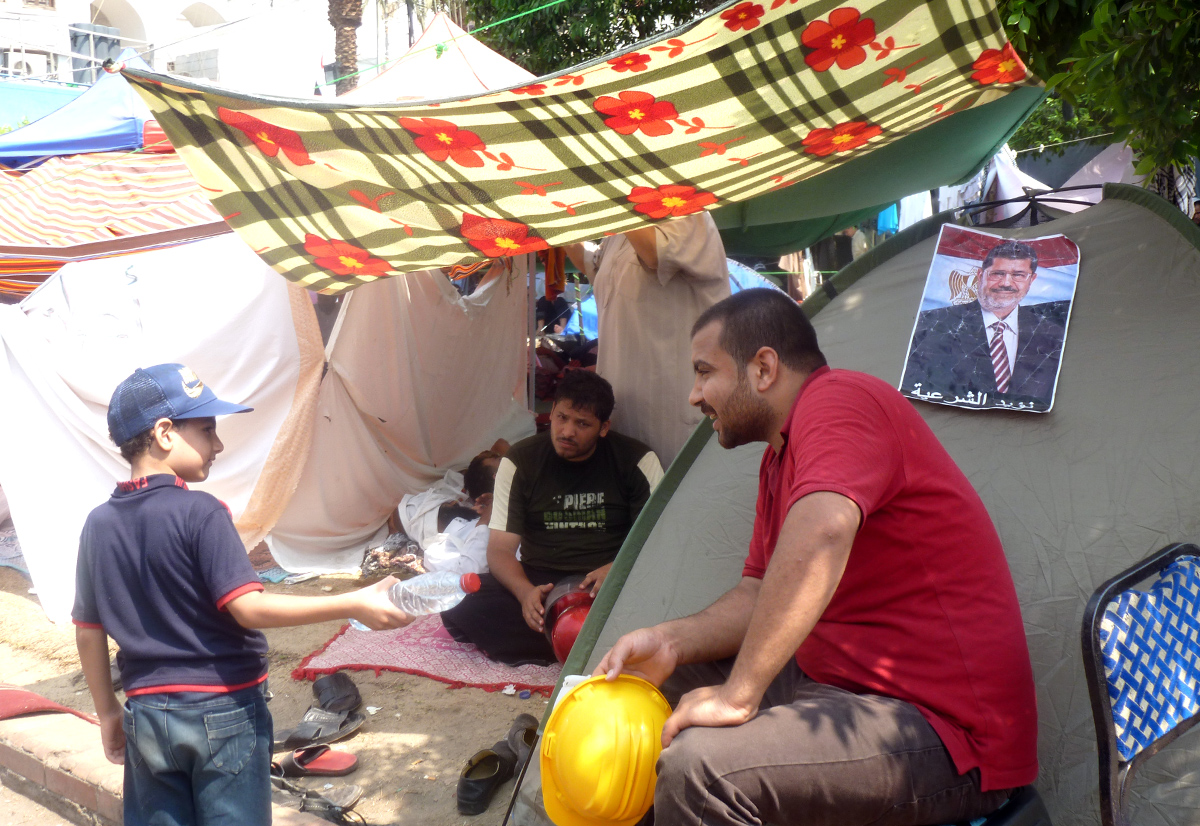
Ein Kind bietet Demonstranten im Protestcamp Wasser an.

Mit dem Beginn des Fastenmonats Ramadan am 10. Juli nahmen die Protestaktionen zunächst ab. Nach Angaben ägyptischer Anwälte wurden seit der Absetzung Mursis durch das Militär vom 3. Juli bis Mitte Juli allein in Kairo mehr als 660 Männer festgenommen, darunter prominente Mitglieder der Muslimbruderschaft und deren politischem Flügel, der FJP. Viele von ihnen waren am 8. Juli während der gewaltsamen Zusammenstöße vor dem Hauptquartier der Republikanischen Garde festgenommen worden. Bis Mitte Juli waren etwa 650 der landesweit Festgenommenen wieder frei gelassen, während eine unbekannte Zahl Gefangener weiter in Haft blieb, da sie die Kaution nicht bezahlen konnten.
In der Nacht vor der Vereidigung der Übergangsregierung vom 16. Juli eskalierte die Gewalt nach einer Woche relativer Ruhe erneut. Bei Demonstrationen kam es zu Zusammenstößen mit Sicherheitskräften, bei denen sieben Menschen, sämtlich Mursi-Anhänger, ums Leben kamen. Seit dem Militärputsch gegen Staatspräsident Mursi waren zu diesem Zeitpunkt innerhalb von zwei Wochen mindestens 92 Menschen getötet worden. Bei der Vereidigung erhielt der Kommandeur der Streitkräfte Sisi deutlich mehr Befugnisse und einen einflussreichen Posten in der Übergangsregierung als erster Stellvertreter von Interims-Ministerpräsident Hasim al-Beblawi. Damit verdichteten sich die Hinweise, dass das Militär eine stärkere politische Rolle einnehmen werde als allgemein erwartet worden war.
An der neuen Übergangsregierung war keine der beiden islamistischen Parteien mehr beteiligt, welche seit dem Volksaufstand von 2011 gemeinsam die erstmals freien Wahlen Ägyptens gewonnen hatten (darunter zwei Parlamentswahlen, eine Präsidentenwahl sowie zwei Verfassungsreferenden) und aufgrund dessen zusammen vor dem Putsch rund drei Viertel der Sitze im Parlament eingenommen hatten. In der Folge erfasste während der vom Militär installierten Übergangsregierung die größte Gewaltwelle der jüngeren ägyptischen Geschichte Ägypten, deren Opfer überwiegend aus der Muslimbruderschaft stammten.
Die Massentötung vom 8. Juli auf dem Gelände der Republikanischen Garde in Kairo-Heliopolis wurde bereits am 27. Juli in seiner Dimension von der Massentötung im Protestcamp vor der Rābiʿa-al-ʿAdawiyya-Moschee in Kairo-Nasr-City übertroffen. Allein im Juli zählte Human Rights Watch 137 Opfer, die durch die unverhältnismäßige Anwendung von Gewalt durch die Sicherheitskräfte in Kairo ums Leben kamen.
Nach Ende des Ramadans folgte am 14. August das „Massaker der Sicherheitskräfte an rund 1000 Pro-Mursi-Demonstranten“ in den Protestcamps vor der Rābiʿa-al-ʿAdawiyya-Moschee und auf dem Nahda-Platz vor der Universität in Gizeh-Dokki als gravierendste der drei Massentötungen seit dem Sturz Mursis von Anfang Juli. Patrick Kingsley kam zu dem Ergebnis, dass auch das zweite und dritte dieser „Massaker“ Ergebnisse von nicht provozierten und durch den Staat geplanten Angriffen seien.
Bereits am 16. August wurden nach Angaben von Menschenrechtsorganisationen erneut 120 Menschen und zwei Polizisten bei Zusammenstößen am Ramses-Platz als Protestzentrum und auf Protestmärschen getötet.
Am 6. Oktober wurden mindestens 57 Demonstranten, vorwiegend bei der Auflösung von Protestmärschen vom Stadtteil Dokki und dem Ramses-Platz zum Tahrir-Platz, getötet. Die Ereignisse des 8. Juli, des 27. Juli, des 14. August, des 16. August und des 6. Oktober wurden von ägyptischen und internationalen Menschenrechtsorganisationen, einschließlich Amnesty International und Human Rights Watch, als Massentötungen an Mursi-Unterstützern aufgeführt.
Diese seit dem Sturz Mursis andauernde Gewaltserie wurde als Anzeichen für eine wachsende Instabilität Ägyptens gedeutet.

## Verweise